# Palacio de Luisburgo
El palacio de Luisburgo (en alemán: Schloss Ludwigsburg), apodado el «Versalles de Suabia», es un complejo palaciego alemán ubicado en Luisburgo, Baden-Württemberg, a unos 12 km al norte de la ciudad de Stuttgart. Construido en 1704-1733, es uno de los mayores palacios barrocos del país, con 452 habitaciones y 18 edificios. Su superficie total, incluidos los jardines, también barrocos, es de 32 ha, siendo la mayor finca palaciega alemana. El palacio tiene cuatro alas: el ala norte, el Alter Hauptbau, es la más antigua y fue utilizada como residencia del duque de Württemberg; las alas este y oeste se utilizaron para fines de la corte y albergaron a invitados y cortesanos; el ala sur, la Neuer Hauptbau, se construyó para albergar más funciones de la corte y luego se utilizó como residencia. Dos palacios más pequeños completan la finca real: schloss Favorite (un pabellón de caza construido en 1717-1728) y el palacio de Monrepos (construido en 1764-1768).
El 17 de agosto de 1709, el duque fundó la ciudad de Ludwigsburg directamente al lado del palacio, emulando la proximidad del palacio de Versalles con París. En ese momento el palacio real era el estrecho y anticuado Antiguo Palacio (Altes Schloss) en el corazón de Stuttgart. En 1718, Ludwigsburg se convirtió temporalmente en capital y el palacio fue la única residencia de los duques. El complejo, desde su construcción hasta 1918, fue la principal residencia real del ducado de Wurtemberg que se convirtió en reino de Wurtemberg en 1806.
Eberardo Luis, duque de Württemberg, nombró a Philipp Joseph Jenisch para dirigir las obras que comenzaron en 1704. En 1707, Jenisch fue reemplazado por el ingeniero militar alemán Johann Friedrich Nette, quien completó la mayor parte del palacio y los jardines circundantes. Nette murió en 1714 y Donato Giuseppe Frisoni terminó gran parte de las fachadas del palacio. En el último año de construcción, fue Eberardo Luis quien murió y los interiores de la Neue Hauptbau quedaron incompletos. Philippe de La Guêpière, arquitecto de la corte de Carlos Eugenio (r. 1737-1793), completó y renovó partes del Nuevo Hauptbau en estilo rococó, especialmente el corps de logis y el teatro del palacio, que se dice es el teatro europeo preservado más antiguo, con su maquinaria del escenario de 1758 todavía operacional.. 
En la década de 1740 se comenzó a construir el palacio Nuevo en Stuttgart, que fue preferido por algunos duques —y luego reyes— de Wurtemberg como primera residencia, aunque Luisburgo siguió usándose. Carlos Eugenio abandonó el palacio por Stuttgart en 1775. El duque Federico II (r. 1797-1803), más tarde rey Federico I (r.1806-1816), comenzó a utilizar Ludwigsburg como su residencia de verano en los últimos años del reinado de Carlos Eugenio. Federico y su esposa Carlota, princesa real, residían en Luisburgo y contrataron a Nikolaus Friedrich von Thouret para renovar el palacio en estilo neoclásico. Thouret convirtió gran parte de los interiores de Luisburgo durante el reinado de Federico y la vida posterior de Carlota. Sin embargo, bajo el rey Guillermo I de Wurtemberg (r. 1816-1884), el palacio y especialmente los jardines fueron decayendo a causa del desinterés que mostraba el monarca por Luisburgo, en contraste con sus predecesores. Guillermo favoreció sus propios proyectos de palacios: Wilhelma (morisco) y Rosenstein (clásico) en Stuttgart.
Como resultado del trabajo de cada arquitecto —Nette (1704-1714), Frisoni (1714-1733), La Guêpière (1757-1758) y Thouret—, Ludwigsburg es una combinación de arquitectura de estilo barroco (Antiguo edificio principal, sala de Descanso y Nuevo edificio principal, edificio de los Gigantes, pabellones de juegos y caza, capilla de la corte), rococó (capilla de la Orden, sala privada del duque, Nuevo edificio principal), neoclásico e imperio (sala de Mármol, sala de Audiencias del rey, habitación de la reina, biblioteca del rey).
Las constituciones del reino de Württemberg (1806-1918) y del Estado Libre Popular de Wurtemberg (1918-1945) fueron ratificadas en el palacio de Luisburgo, en 1819 y 1919 respectivamente. Fue la residencia de cuatro de los monarcas de Württemberg y de otros miembros de la Casa de Württemberg y sus familias. El palacio se abrió al público en 1918 y sobrevivió intacto a la Segunda Guerra Mundial. Alrededor del palacio se encuentran los jardines «Barroco Floreciente» (Blühendes Barock), reacondicionados de nuevo y abiertos en 1954. Hoy en día, el palacio y los jardines se presentan al público en un estado similar a su apariencia en torno a 1800. El complejo ha sido restaurado en las décadas de 1950, 1960 y 1990 y nuevamente en 2004 con motivo del 300.º aniversario del palacio. El complejo recibió más de 350.000 visitantes en 2017 y desde 1947, ha acogido cada año el Festival de Ludwigsburg, un festival cultural con programas de música, danza, teatro y literatura.
El palacio de Luisburgo alberga desde 2004 tres museos: la  Galería Barroca, una sección de la Galería Estatal de Stuttgart, que presenta la colección de la Galería Estatal de pinturas barrocas, y dos museos gestionados por el Landesmuseum Württemberg dedicados a la moda y a la porcelana respectivamente.

## Historia

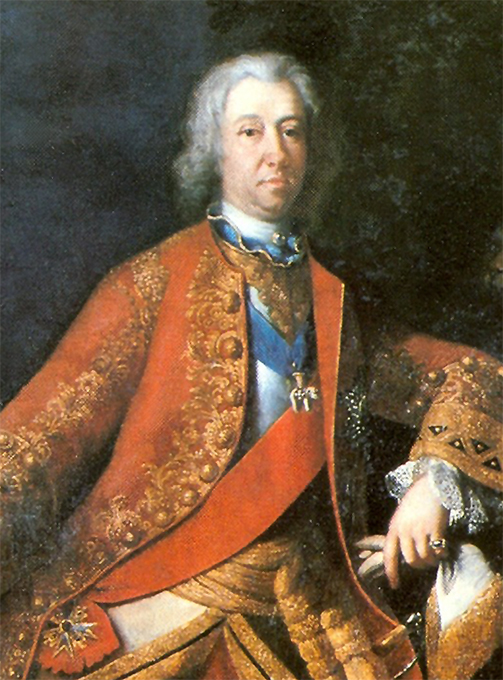
Un retrato de Eberardo Luis, duque de Württemberg, en alemán Eberhard Ludwig, circa 1720.

«Ludwigsburg», que significa 'castillo de Luis', fue nombrado ya en 1705 así por su constructor, Eberardo Luis, duque de Württemberg (r. 1693-1733). En su lugar se encontraba una finca de caza y un pabellón propiedad de los duques de Württemberg. Esta fue destruida por las tropas invasoras francesas en 1692, durante la Guerra de los Nueve Años, y sustituida por otro pabellón construido entre 1697 y 1701. El comienzo en 1701 de otra guerra, la Guerra de Sucesión Española, contra el reino de Francia y el electorado de Baviera, interrumpieron la construcción de ese pabellón. Sin embargo, Württemberg pospuso su entrada en la guerra hasta finales de 1702. Posteriormente, Francia y Baviera invadieron Württemberg, pero en 1704, el elector bávaro fue derrotado en la batalla de Blenheim y exiliado, y Baviera fue ocupada. Eberardo Luis, participante en Blenheim y la posterior ocupación, pasó el invierno de 1705-1706 en la residencia del elector, el palacio de Nymphenburg. Eberardo Luis utilizó estos acontecimientos para presentar reclamaciones sobre tierras bávaras, pero ocupó ilegalmente las tierras reclamadas. Su derrota fue aún mayor por otra invasión francesa de Württemberg en 1707 que resultó en la destrucción de su capital y la huida de su familia a Suiza. Los diseños de Eberardo Luis fueron finalmente derrotados por el Tratado de Utrecht en 1713, que restauró el territorio y el título del elector bávaro. Incapaz de competir militar o políticamente con Baviera, y deseando dejar de lado la influencia de los Estados de Württemberg, Eberardo Luis decidió competir culturalmente y construir un nuevo palacio y una nueva ciudad inspirados en Versalles, que sería el centro de su sociedad y diplomacia domésticas. Ubicado a unos 10 kilómetros de Stuttgart, Eberardo Luis pudo establecer una corte con su amante, Wilhelmine von Grävenitz, y demostrar su condición absolutista como monarca.
La construcción del palacio de Luisburgo comenzó oficialmente el 17 de mayo de 1704 con la colocación de la primera piedra del Alter Hauptbau por parte de Eberardo Luis. El año anterior había envieado a Philipp Joseph Jenisch a estudiar arquitectura en el extranjero, y él mismo estudió arquitectura durante su estancia en Nymphenburg. Tras el regreso de Jenisch al año siguiente, Eberardo Luis lo nombró director de construcción. Jenisch, sin embargo, sólo logró terminar el primer piso del Alter Hauptbau (antiguo edificio principal) y parte del jardín sur antes de perder el favor del duque en 1707. Jenisch fue reemplazado en 1707 por Johann Friedrich Nette, ingeniero. En 1709, se hizo evidente que la enorme tarea de construcción del palacio finalmente requería la construcción de una ciudad, también conocida como Ludwigsburg. Ese costo de construcción provocó consecuencias financieras, oposición en los tribunales y críticas de la población.

### Construcción

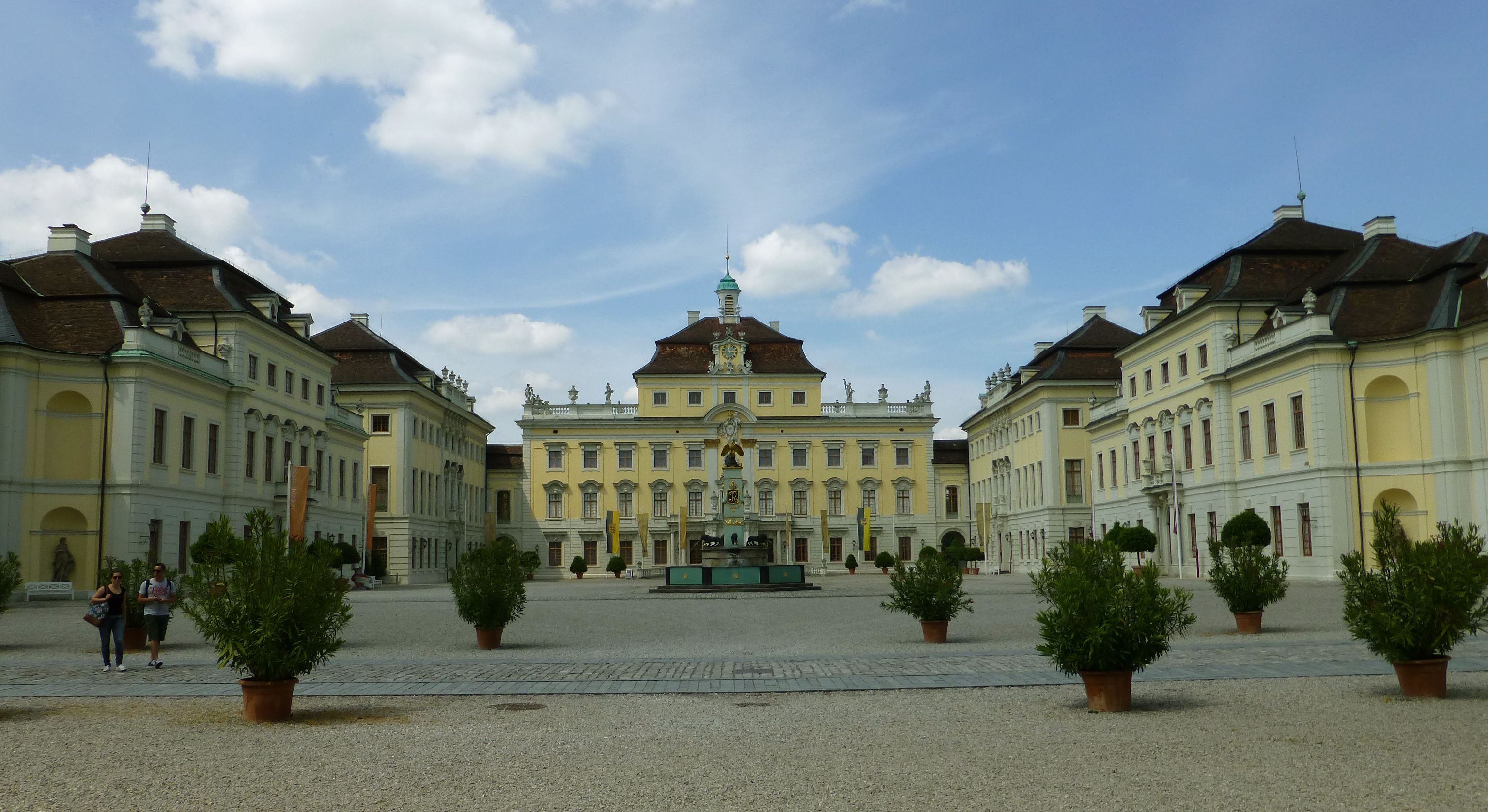
Patio, mirando al norte hacia el corps de logis del Alter Hauptbau. Nette comenzó y terminó la mayoría de los edificios mostrados.

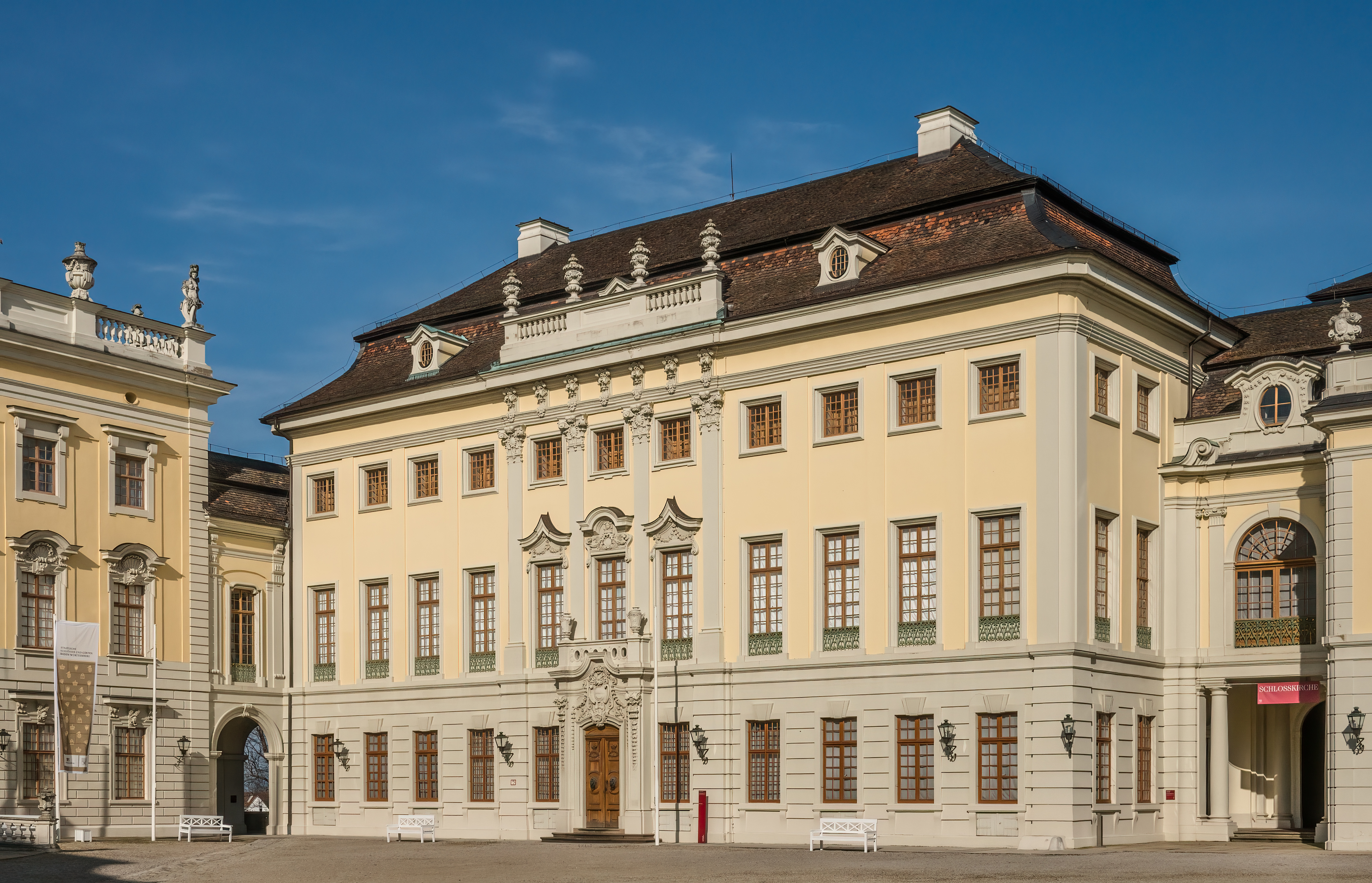
Riesenbau

A Nette se le encomendó ahora la construcción de un palacio barroco completo a partir del corps de logis central de Jenisch, al que se añadirían un ala este y un ala oeste, alineadas a 11.º Nette basó sus planes en los de Jenisch, lo que le permitió completar el diseño de un palacio de tres alas el mismo año de su nombramiento. Las galerías del Alter Hauptbau se completaron en 1707 y, al año siguiente, el corps de logis. Ordensbau y Riesenbau se construyeron entre 1709 y 1713, y sus interiores se completaron en 1714. Nette comenzó el interior del Alter Hauptbau, que nunca terminaría. La construcción de los pabellones del edificio se prolongó hasta 1722. Nette hizo dos viajes a Praga y a su Brandeburgo natal para ampliar su reserva de talento. Contrató a Johann Jakob Stevens von Steinfels, a Tomasso Soldati y a Donato Giuseppe Frisoni en 1708, a Andreas Quitainner en 1709 y luego a Luca Antonio Colomba, Riccardo Retti y Diego Francesco Carlone. Nette huyó a París tras una acusación de malversación de fondos por parte de los aliados de Jenisch, pero Eberardo Luis le ordenó regresar a Ludwigsburg. En su viaje de regreso, murió repentinamente de un derrame cerebral el 9 de diciembre de 1714 en Nancy a la edad de 41 años. A su muerte, la mayor parte de la sección norte del palacio moderno y su jardín norte estaban completos.
Eberardo Luis frustró un intento de Jenisch de recuperar el puesto de director y en 1715 reemplazó a Nette por Frisoni. Frisoni, aunque no tenía una formación formal en arquitectura, contó con el apoyo del chambelán de la corte e impresionó al duque con su trabajo de estuco en el Alter Hauptbau. Frisoni reanudó la construcción con las iglesias del palacio, comenzando la Schlosskapelle en 1716 y la Ordenskapelle en 1720, luego terminó el Kavalierbauten en 1722. Frisoni también agregó el techo abuhardillado en la parte superior del Alter Hauptbau, ya que su tejado plano era propenso a sufrir daños por agua. Esto se había convertido en un problema común en el trabajo de Nette debido a la presión que ejercía el duque sobre él para que terminara el palacio lo antes posible. El trabajo de Frisoni hasta el momento le llevó a creer que no tenía un grupo de talentos lo suficientemente grande como para satisfacer los deseos del duque para el palacio y la ciudad, por lo que Frisoni trajo a Giacomo Antonio Corbellini y Paolo Retti, su hermano e hijo-político respectivamente, a quienes sucedió Diego Francesco Carlone en 1718.
En 1721, el duque empezó a quedarse sin espacio en el Alter Hauptbau para las funciones de su corte y Frisoni empezó a planear ampliarlo. El duque descartó la idea en 1724 y ordenó a Frisoni que construyera el Neuer Hauptbau. Frisoni diseñó una edificación de cuatro plantas, el doble de la altura del palacio existente, pero los planes cambiaron varias veces después de que comenzase la construcción en 1725 sobre la primera terraza del jardín sur. Frisoni diseño un edificio de tres plantas que aún permitía a Eberardo Luis disponer de seis habitaciones para su suite frente a las tres del Alter Hauptbau. Para conectar el Neuer Hauptbau con el palacio existente, Frisoni construyó la Bildergalerie y el Festinbau en el lado oeste, y la Ahnengalerie y el Schlosstheater (teatro del palacio) en el este. La Bildergalerie y la Ahnengalerie fueron decoradas entre 1731 y 1733. A excepción de los interiores del Neuer Hauptbau y Schlosstheater, todas las obras se terminaron en 1733, pero Eberardo Luis murió ese mismo año. Cuando murió, sólo unas pocas habitaciones en el extremo oeste del Neuer Hauptbau estaban terminadas. La construcción del Neuer Hauptbau y sus galerías conectadas costó 465.000 florines y fue dirigida por Paolo Retti, quien en ocasiones tenía más de 650 canteros, talladores y trabajadores básicos trabajando en las fachadas entre 1726 y 1728. La construcción del palacio de Luisburgo le costó al ducado de Württemberg de 3 000 000 florines.

### Residenz

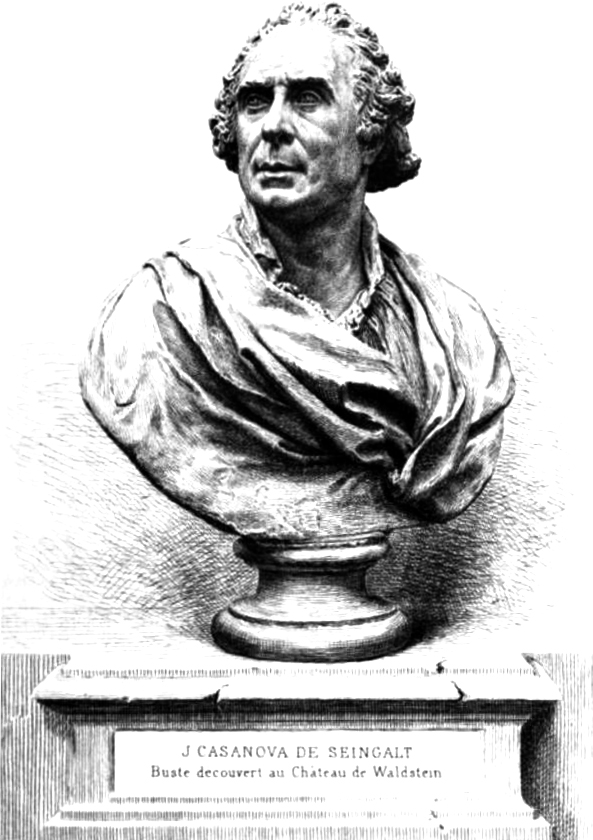
En 1760, Giacomo Casanova fue invitado a la corte de Carlos Eugenio y durante su estancia, elogió las actuaciones de la orquesta del duque.

Eberardo Luis no dejó herederos y fue sucedido por su primo Carlos I Alejandro (r. 1733-1737). Carlos Alejandro puso fin a la financiación del palacio, despidió a su personal y trasladó la capital a Stuttgart en 1733 para modernizar el ejército de Württemberg y las fortificaciones. Como figuras centrales en la construcción de lo que entonces fue denunciado como el "palacio del pecado", Frisoni y Paolo Retti fueron arrestados en 1733 bajo cargos fraudulentos de malversación de fondos. Los dos hombres fueron absueltos en 1735 después de pagar una considerable multa al tesoro ducal, a pesar del intento de intervención de Carlos Guillermo Federico, margrave de Brandeburgo-Ansbach, para liberarlos antes. Frisoni murió en Ludwigsburg el 29 de noviembre de 1735. El propio Carlos Alejandro murió repentinamente dos años después, el 12 de marzo de 1737, mientras se preparaba para salir del palacio de Luisburgo para inspeccionar las fortalezas del ducado. Después de su muerte, Carlos Eugenio (r. 1737-1793), de nueve años, se convirtió en duque, comenzando una regencia que duró hasta 1744.
Carlos Eugenio comenzó la construcción de un palacio Nuevo de Stuttgart en 1746, pero extraoficialmente utilizó Ludwigsburg como su residencia hasta 1775. La función de ciertas habitaciones en Ludwigsburg cambiaba con frecuencia; Johann Christoph David von Leger convirtió la Ordenskapelle en una iglesia luterana de 1746 a 1748 para la duquesa Isabel Federica Sofía. A partir de 1757 y hasta el año siguiente, Philippe de La Guêpière modificó ampliamente las suites del beletage. La Guêpière completó el Schlosstheater en 1758-1759, agregando un escenario, maquinaria y el auditorio. En 1764-1765 se construyó un teatro de ópera de madera, adornado con espejos, ubicado al este del Alter Hauptbau. Aunque Carlos Eugenio declaró oficialmente el Palacio de Luisburgo su residencia en 1764, no hizo más modificaciones después de 1770. El palacio que había albergado una corte que Giacomo Casanova describió como «la más magnífica de Europa» comenzó un declive constante. Carlos Eugenio murió sin un heredero legítimo en 1793 y fue sucedido por su hermano, Federico II Eugenio, a quien sucedió su hijo Federico II en 1797. El palacio de Luisburgo ya había sido la residencia de verano de Federico II desde 1795, y continuó usándolo como tal con la duquesa Carlota después de casarse con ella el 18 de mayo de 1797.

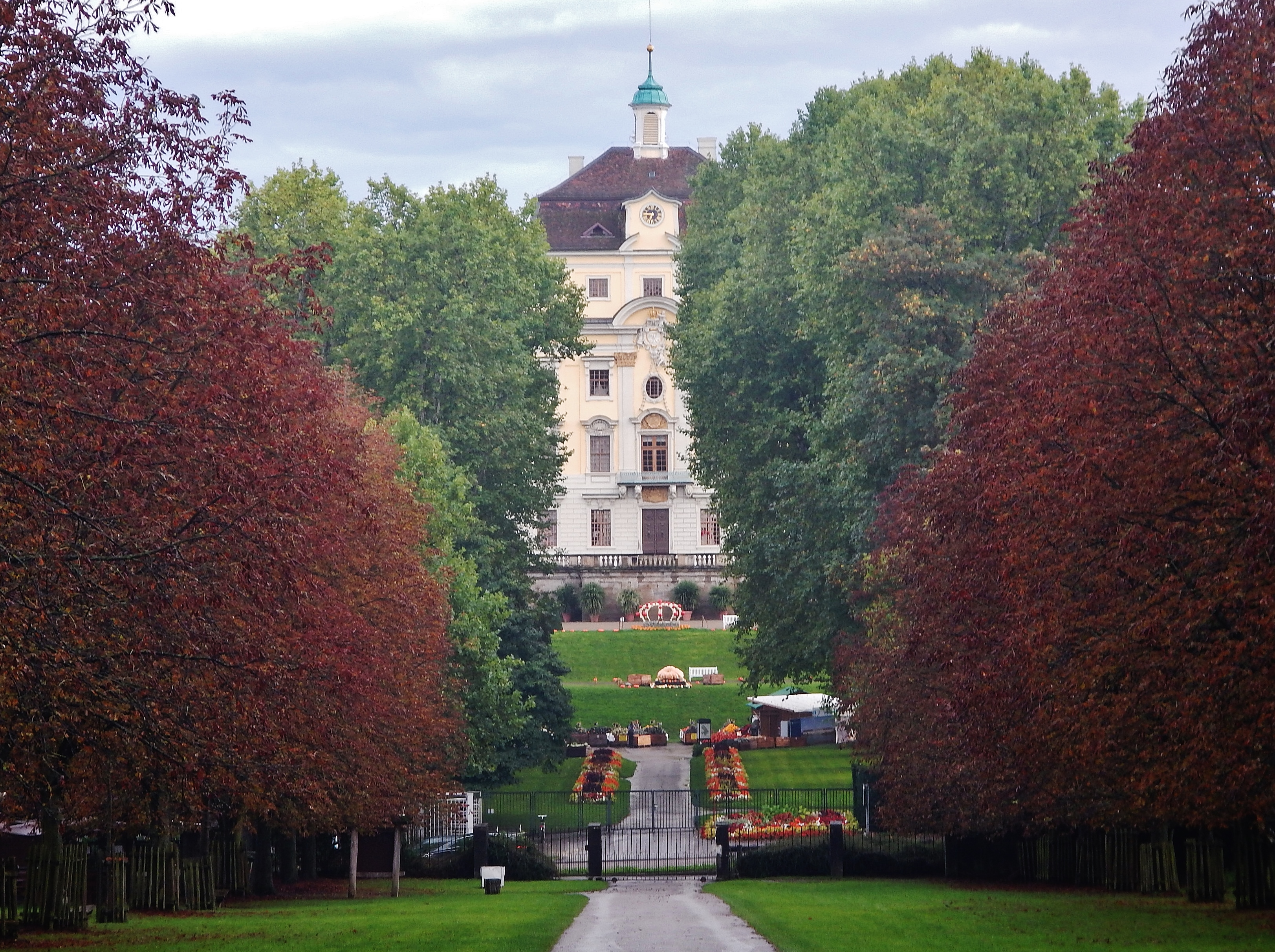
El palacio principal desde Schloss Favorite

Los ejércitos de Napoleón ocuparon Wurtemberg de 1800 a 1801, lo que obligó al duque y a la duquesa a huir a Viena. La realeza regresó cuando Federico II acordó en 1803 jurar lealtad a Napoleón y separarse del territorio de Württemberg en la margen izquierda del Rin, un área de 388 km². A cambio, según el Tratado de Lunéville, Federico II fue nombrado príncipe elector y se le concedieron 1609 km² de territorio mediatizado de la margen derecha. Federico II, ya elector Federico I, encargó al arquitecto de su corte, Nikolaus Friedrich von Thouret, la renovación del palacio en estilo neoclásico. Thouret comenzó en la Ahengalerie y la Ordensbau, trabajando allí desde 1803 hasta 1806. Durante dos días en octubre de 1805, Napoleón visitó Luisburgo para obligar a Federico I a unirse a la Confederación del Rin y convertirse así en su aliado, compensando a Württemberg con territorios vecinos del Sacro Imperio Romano Germánico y a Federico I con el título de rey. Federico I volvió a encargar a Thouret la remodelación, de 1808 a 1811, de la Ordenskapelle y del apartamento del rey. Las últimas modernizaciones ordenadas por el rey se llevaron a cabo entre 1812 y 1816 en el Schlosstheater y el Marble Hall. Durante este tiempo se repintaron los frescos del techo de la sala de guardia y las escaleras principales del Neuer Hauptbau. Cuando Federico I murió en 1816, la mayor parte del palacio se había reformado para reflejar el estilo más reciente.
Tras la muerte de su marido, Carlota continuó residiendo en Ludwigsburg y recibiendo visitas como sus hermanos. Encargó a Thouret la renovación de su propio apartamento, que se llevó a cabo entre 1816 y 1824. La reina viuda murió en palacio el 5 de octubre de 1828 tras un ataque de apoplejía. Carlota fue el último gobernante de Württemberg que residió en Luisburgo, ya que el hijo y sucesor de Federico, Guillermo I, y los futuros reyes no mostraron ningún interés en el palacio. Los miembros de la Casa de Württemberg continuaron residiendo en el palacio hasta principios del siglo XX, mientras que los Württemberg se mudaron a la abadía de Bebenhausen después de la abolición de la monarquía en 1918.

### Historia posterior
En 1817, la propiedad del palacio de Luisburgo pasó de la Casa de Württemberg al gobierno del Reino de Württemberg, que estableció oficinas allí al año siguiente. El rey Guillermo de Württemberg eligió el Salón de la Orden, la sala del trono de su padre, para la ratificación de la constitución del reino en 1819. La primera restauración del palacio tuvo lugar en el Alter Hauptbau en 1865.

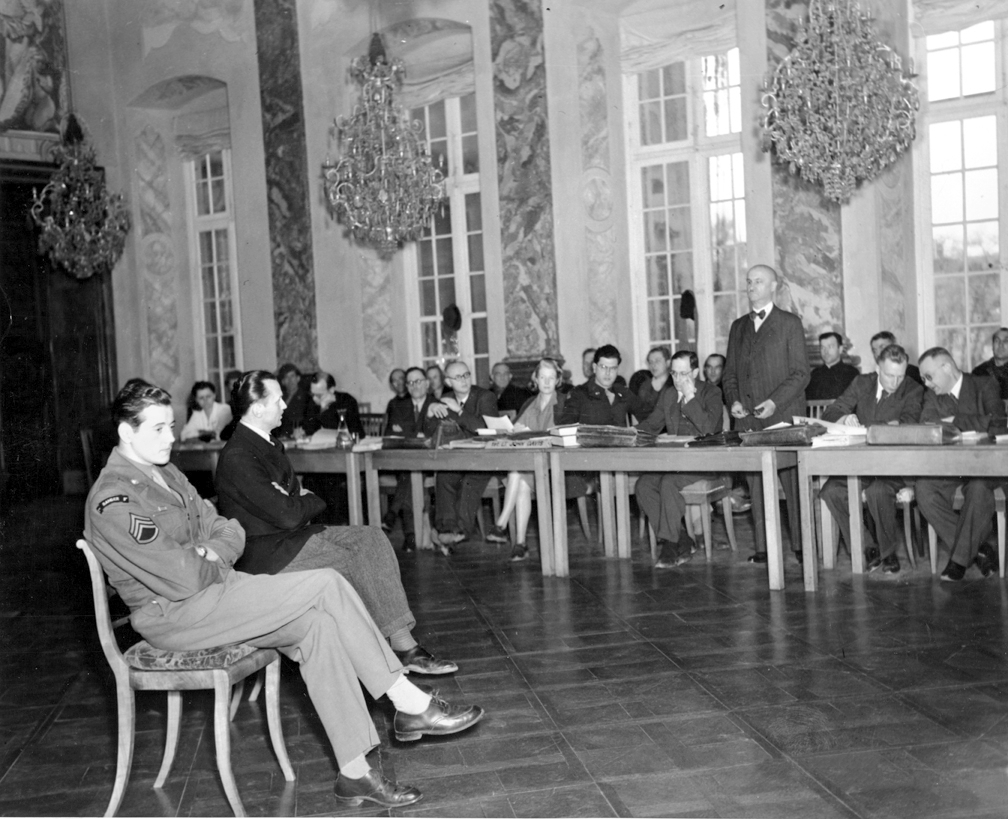
Un abogado defensor (de pie) en el juicio por la masacre de la isla de Borkum interroga a un testigo, en primer plano junto a un soldado estadounidense que actúa como intérprete.

El 9 de noviembre de 1918, el reino de Württemberg se disolvió con la abdicación del rey Guillermo II. El palacio de Luisburgo se abrió al público ese mismo año y se ratificó una nueva constitución para el Estado Libre Popular de Wurtemberg el 12 de enero de 1919. En ese momento, dos apartamentos en el palacio de Luisburgo todavía estaban ocupados por miembros del Casa de Württemberg, el duque Ulrich y la princesa Olga de Württemberg. El nuevo Estado ordenó dejarlos vacantes hasta el 1 de abril para la ratificación. Ulrich se mudó de Ludwigsburg en enero, pero Olga alquiló una nueva suite en el Neuer Hauptbau en febrero. Continuó residiendo en Ludwigsburg en su apartamento con su familia hasta su muerte en 1932.
El Schlosstheater acogió al Teatro Estatal de Württemberg para una producción de Rodelinda de Handel en 1923, la primera representación musical en el palacio desde 1853. A principios de la década de 1930, Wilhelm Krämer comenzó a albergar los Ludwigsburger Schloßkonzerte (Conciertos del Palacio de Ludwigsburg), que comprendían entre seis a diez conciertos al año entre 1933 y 1939. El palacio sobrevivió ileso a la Segunda Guerra Mundial, aunque sus muebles fueron retirados en 1944-1945 y retenidos en los monasterios de Alpirsbach y Lorch. Fue elegido como lugar del juicio por crímenes de guerra de la isla de Borkum en 1946. Los conciertos se reanudaron en 1947 con 34 actuaciones, un récord que no se batiría hasta 1979. En 1952, los conciertos se agruparon en una sola semana como Ludwigsburger Schloßtage ("Días de Palacio"). Adquirieron importancia nacional cuando el presidente Theodor Heuss asistió a una representación de La clemencia de Tito de Mozart dos años después. Los conciertos recibieron el nombre de Ludwigsburger Schloßfestspiele en 1966 y fueron conocidos internacionalmente como el Festival de Ludwigsburg. En 1980, el estado federado de Baden-Württemberg convirtió el festival en un evento estatal oficial. El 9 de septiembre de 1962, el presidente francés Charles de Gaulle pronunció su "discurso a la juventud alemana" en el patio del palacio de Luisburgo ante 20.000 personas.

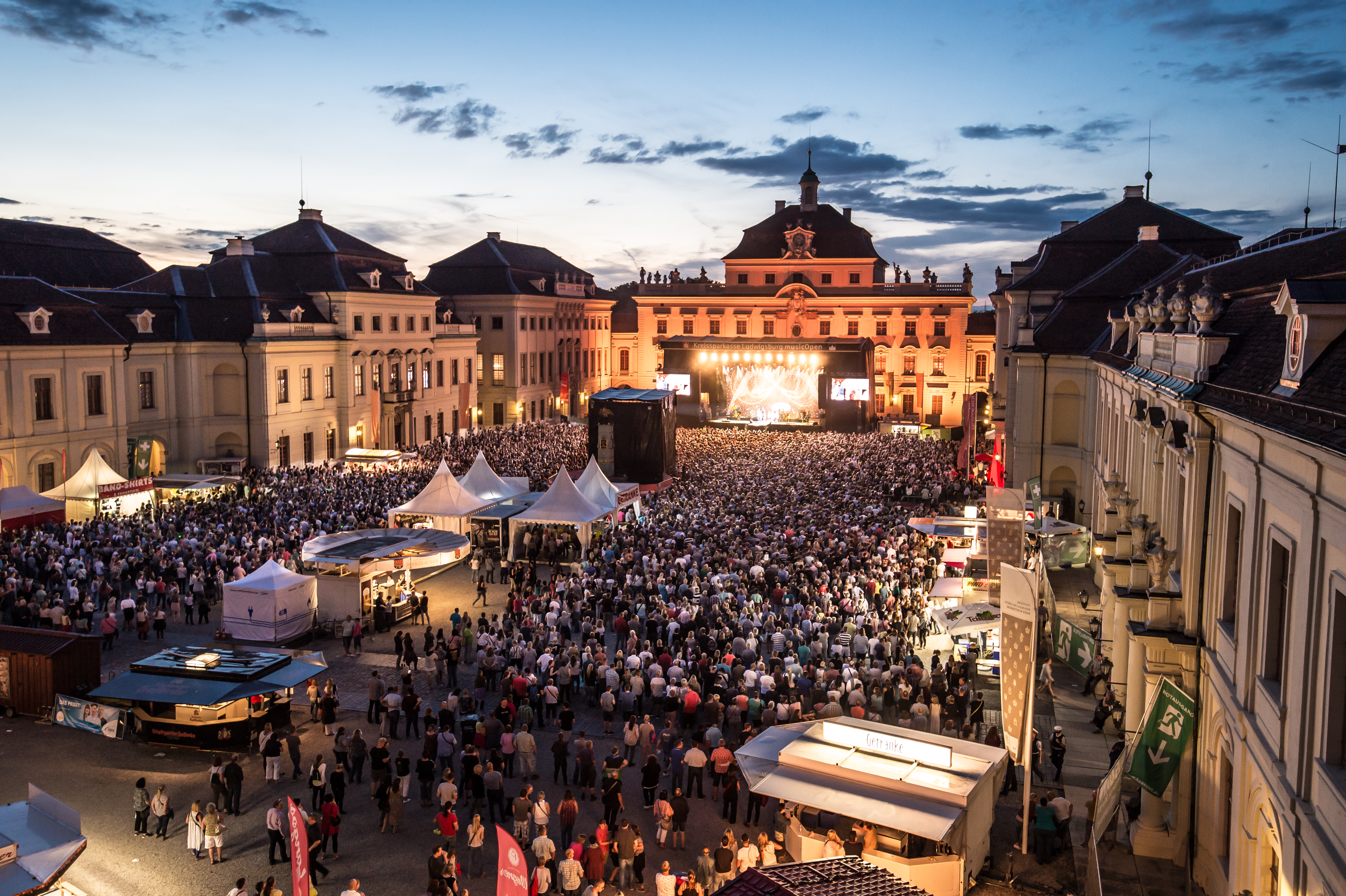
Revolverheld actuando en el courtyard en agosto de 2016

Se llevaron a cabo restauraciones en las décadas de 1950 y 1960 y nuevamente en la década de 1990, a tiempo para el tricentenario del palacio en 2004. El gobierno estatal conmemoró el aniversario con tres nuevos museos. El 19 de octubre de 2011, el Ministro Presidente Winfried Kretschmann organizó una recepción para el 21.º Comando de Mantenimiento de Teatro del Ejército de EE. UU. en el palacio, a la que asistieron John D. Gardner, ex subcomandante de EUCOM, y Gert Wessels, comandante de todas las tropas alemanas en Baden-Württemberg.Ludwigsburg apareció nuevamente en los sellos postales federales en la serie Burgen und Schlösser. El 50.º aniversario del discurso de Charles de Gaulle en Ludwigsburg se celebró el 22 de septiembre de 2012 e incluyó apariciones de la canciller alemana Angela Merkel, el ministro presidente Kretschmann y el presidente francés François Hollande. Merkel y Hollande hablaron en el evento, y el primero hizo referencia directa al discurso de De Gaulle en francés. En noviembre de 2017, Antoine Pesne descubrió que una pintura de Federico el Grande expuesta era un original raro. Michael Hörrmann, director de Staatliche Schlösser und Gärten Baden-Württemberg, valoró el retrato en un mínimo de 1 millón de euros. La ministra de Finanzas de Baden-Württemberg, Edith Sitzmann, visitó Ludwigsburg para ver la pintura y asistir a una conferencia de prensa, donde habló sobre la importancia cultural del palacio de Luisburgo.
En 2017, 350.642 personas visitaron el Palacio de Luisburgo. Hasta marzo de 2020, Staatliche Schlösser und Gärten Baden-Württemberg prevé haber gastado 4 millones de euros para amueblar el Neuer Hauptbau tal y como habría sido durante el reinado del rey Federico I. Para ello, alrededor de 500 pinturas, Se buscarán, clasificarán y restaurarán 400 muebles y 500 lámparas, relojes y esculturas.
Como consecuencia de la pandemia de coronavirus 2019-2020, Staatliche Schlösser und Garten anunció el 17 de marzo de 2020 el cierre de todos sus monumentos y la cancelación de todos los eventos hasta el 3 de mayo. Los monumentos comenzaron a reabrirse a principios de mayo, del 1 al 17 de mayo.

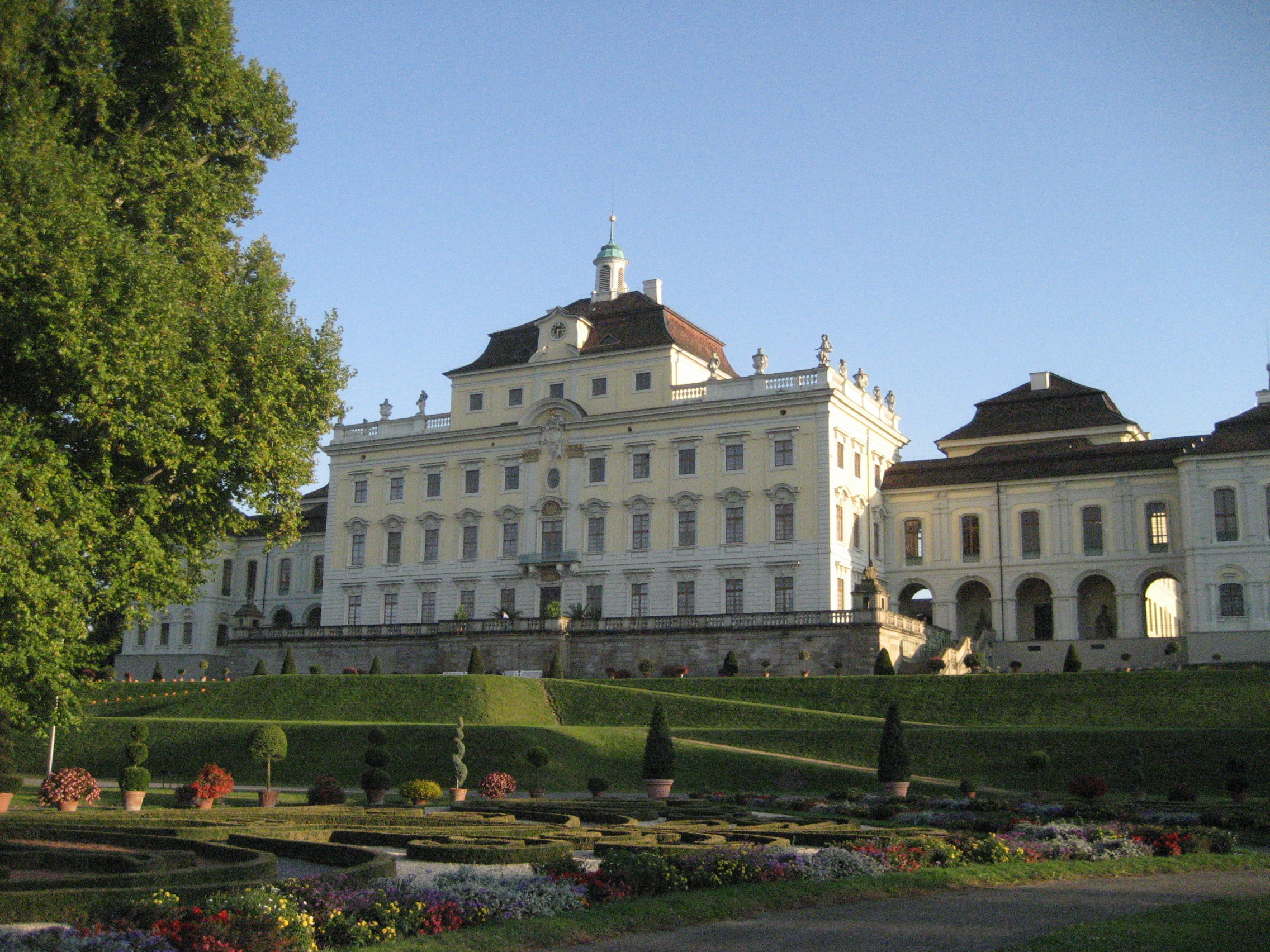
Frente del jardín.

## Arquitectura

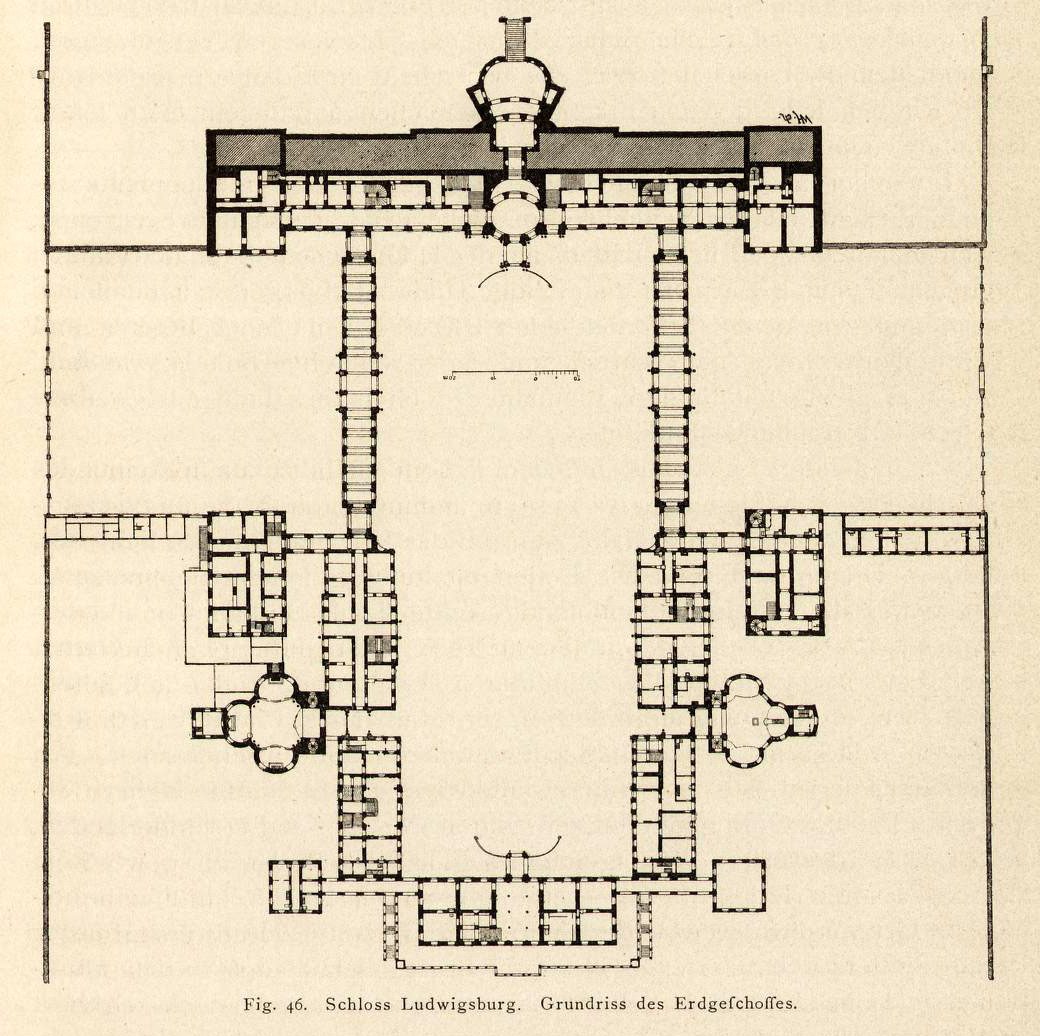
Mapa del palacio de Luisburgo, del libro de 1889 Geschichte des Barockstiles, des Rococo und des Klassicismus, Volumen 2, Parte 2, escito en alemán

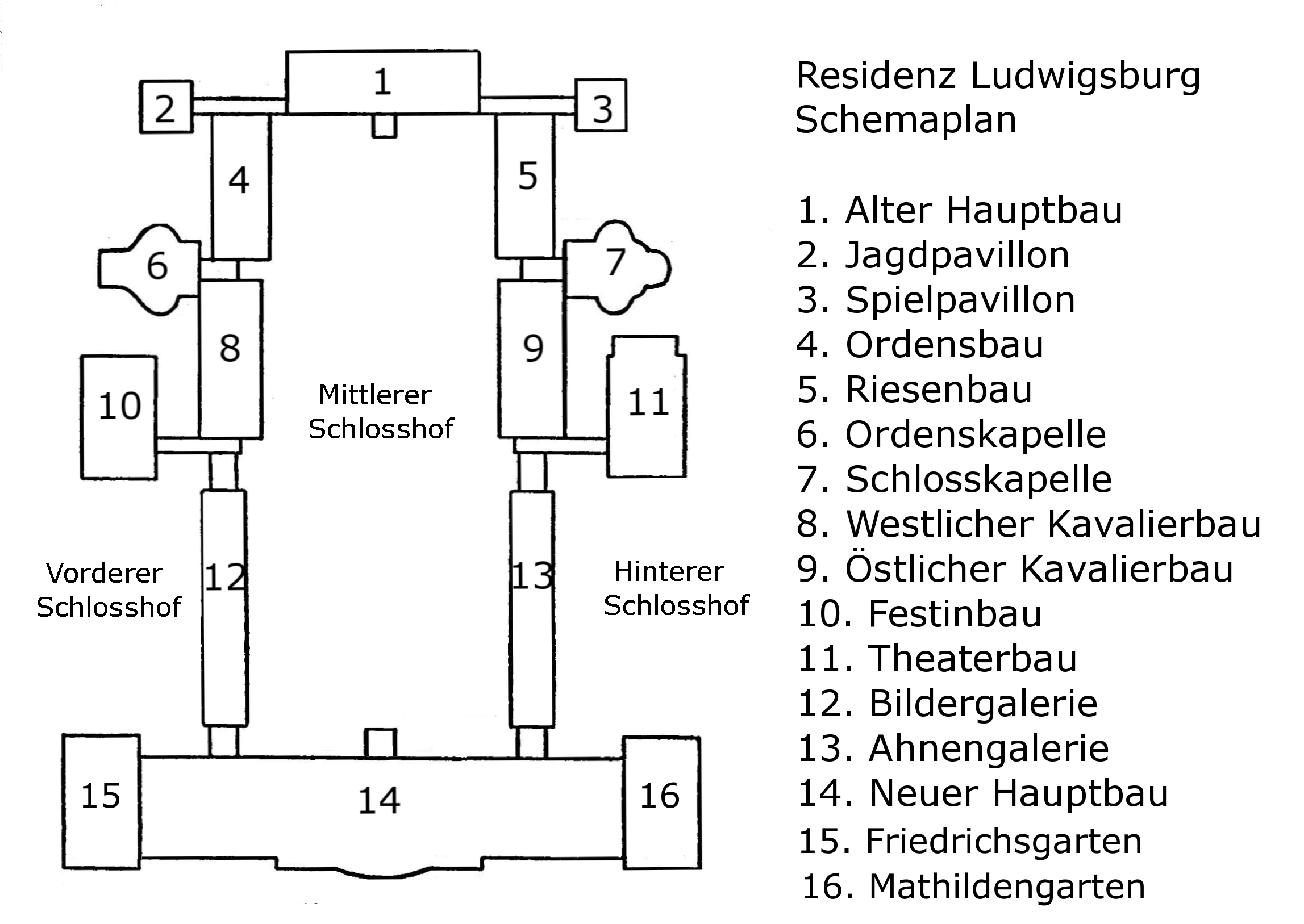
Esquema del palacio de Luisburgo como fue completado; todo el texto está en alemán

La construcción del palacio de Luisburgo fue promovida por Eberardo Luis entre 1704 y 1733 y su arquitectura barroca se caracteriza por una gran influencia del barroco austriaco y del checo. Esto es más evidente en las dos iglesias, que se parecen a la iglesia Hospital de Kuks y a la iglesia Santuario de Steyr. Los dos arquitectos barrocos del palacio, Johann Friedrich Nette y Donato Frisoni, se habían educado y trabajado en Bohemia y contrataron personal con experiencia en el estilo bohemio. Frisoni incluso conocía o estaba relacionado con algunos de los artesanos que trabajaban en la iglesia de Steyr. La influencia francesa también está presente, por ejemplo en las salas de espejos tanto en el corps de logis como en los numerosos tejados abuhardillados del palacio. La combinación de obras de alemanes (Philipp Jenisch y Nette) e italianos (Frisoni, Diego y Carlo Carlone, Giuseppe Baroffio, Scotti y Luca Antonio Colomba) produjo un gran parecido con las obras de finales del siglo XVII en Praga y Viena. Carlos Eugenio trajo el estilo rococó a Ludwigsburg en 1747 y su arquitecto de la corte, Philippe de La Guêpière, trabajó en ese estilo hasta 1775.
Nikolaus Friedrich von Thouret, trabajando en colaboración con Antonio Isopi, renovó gran parte del palacio de Luisburgo para Federico I y Carlota Matilde de 1797 a 1824. La obra de Thouret estuvo fuertemente influenciada por los estilos imperio y renacentista francés, la obra de Charles Percier y Pierre François Léonard Fontaine. y motivos egipcios que se hicieron populares en Europa con la campaña de tres años de Napoleón en Egipto. Isopi simplificaría los planes de Thouret, que luego fueron realizados por el ebanista Biedermeier Johannes Klinckerfuß y el pintor de la corte Jean Pernaux. Como resultado, la arquitectura neoclásica del palacio no refleja un único estilo ni corresponde a ningún diseñador.
En resumen, los principales arquitectos que participaron en la construcción y remodelación del palacio fueron Johann Friedrich Nette (1704-1714), Donato Giuseppe Frisoni (1714-1733), Philippe de La Guêpière (1757-1758), y Friedrich Thouret.

El palacio en el Aniversario de 1924
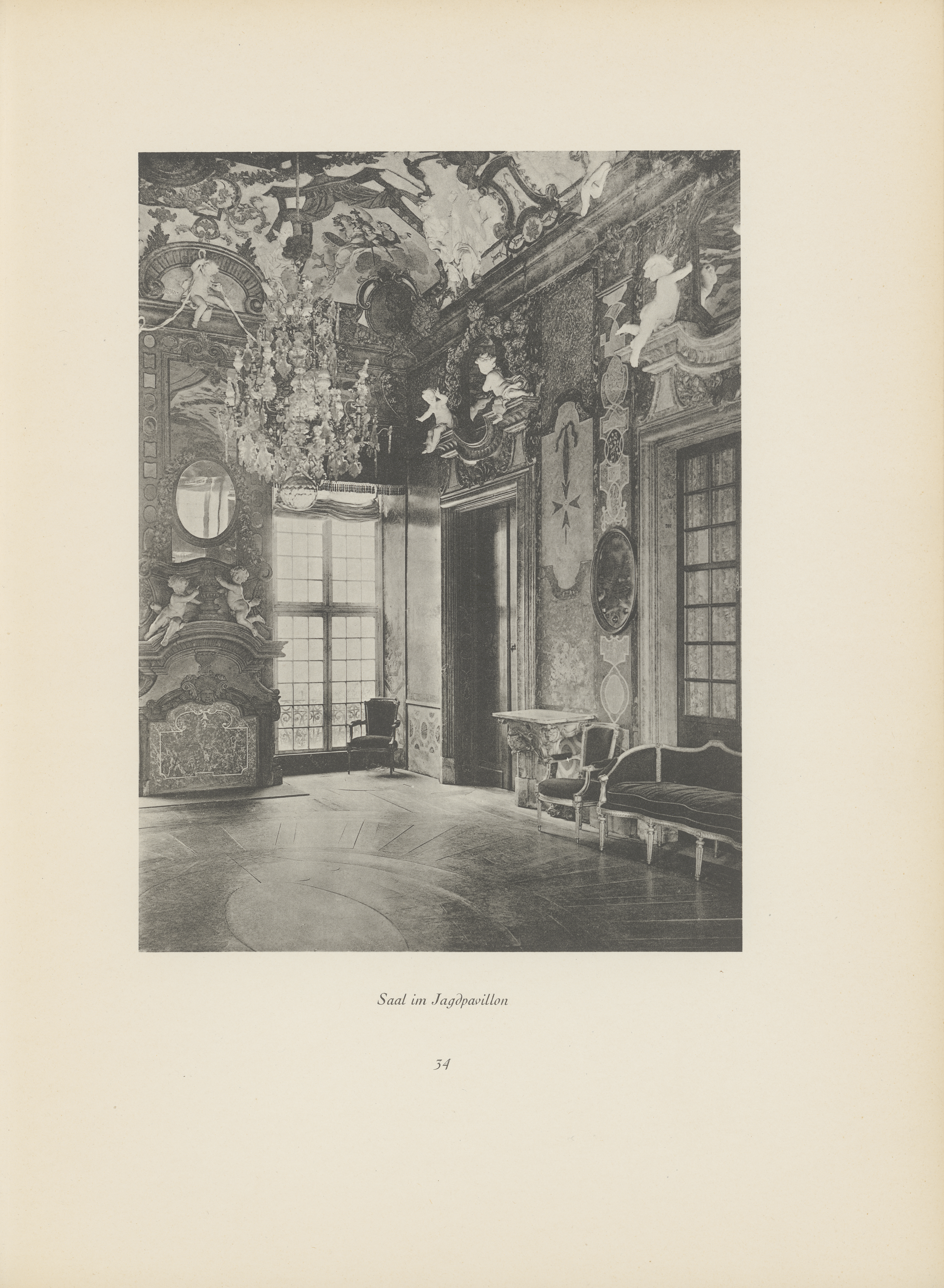
Jagdpavillon
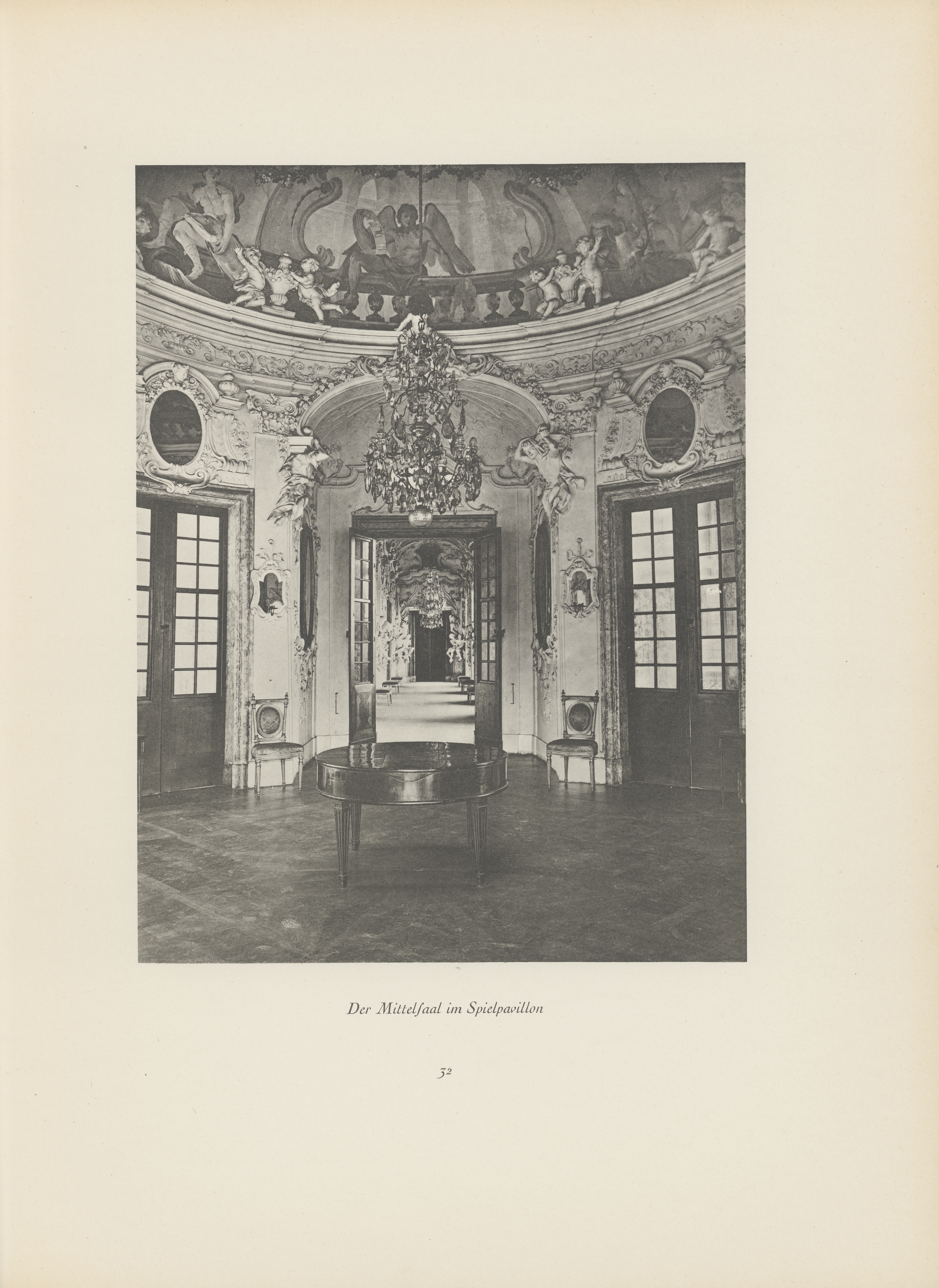
Spielpavillon
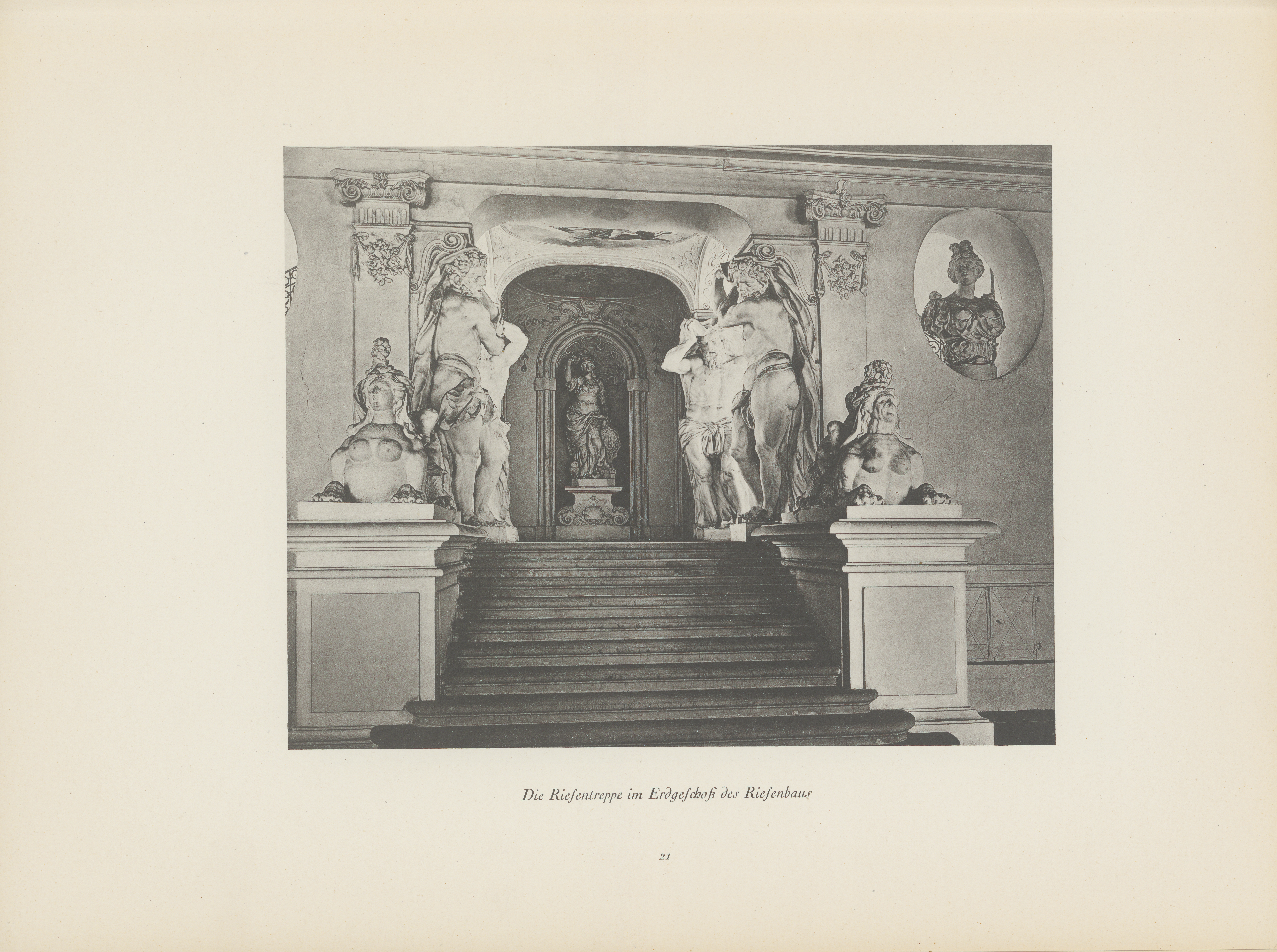
Riesentreppe
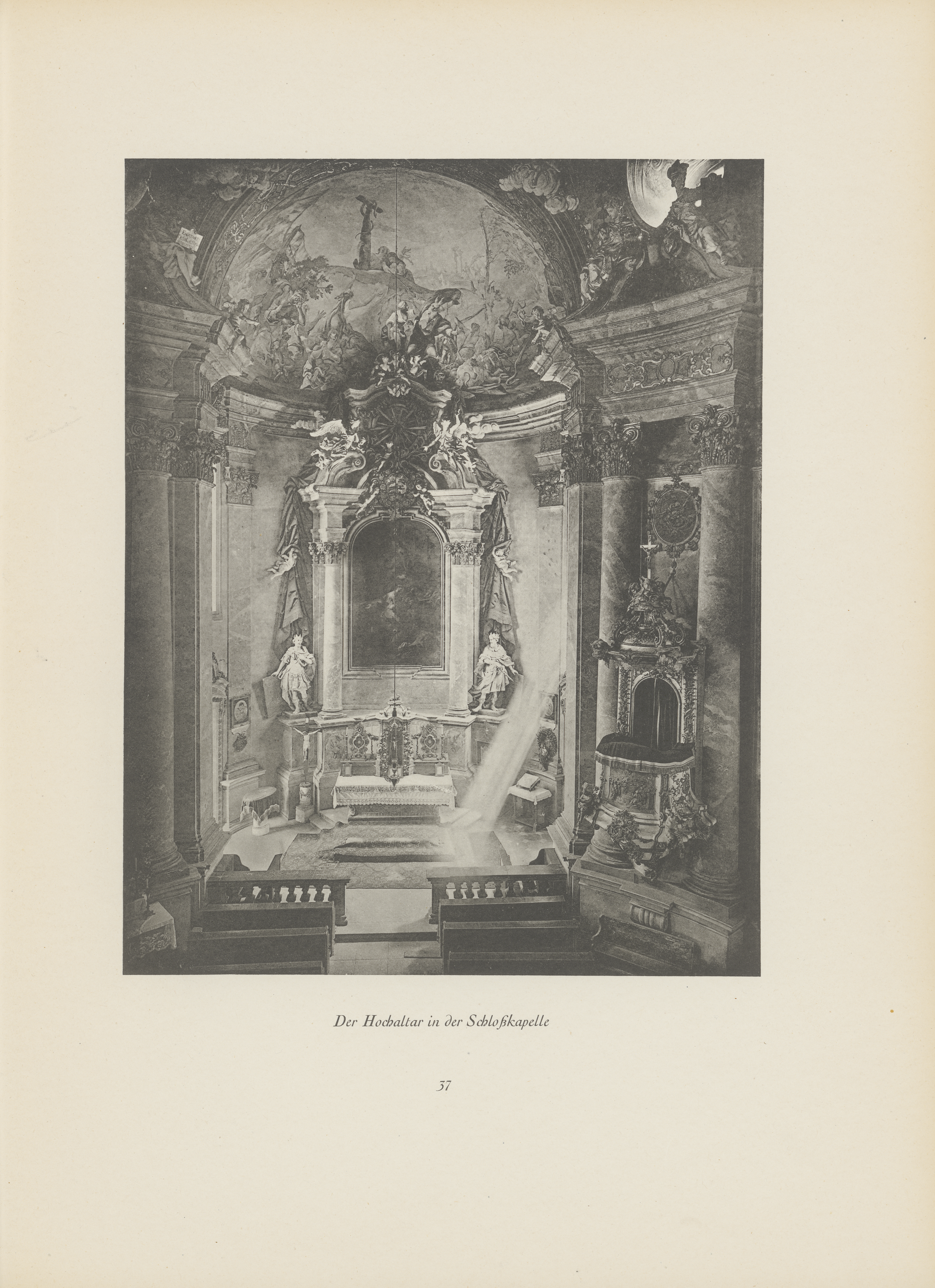
Schlosskapelle
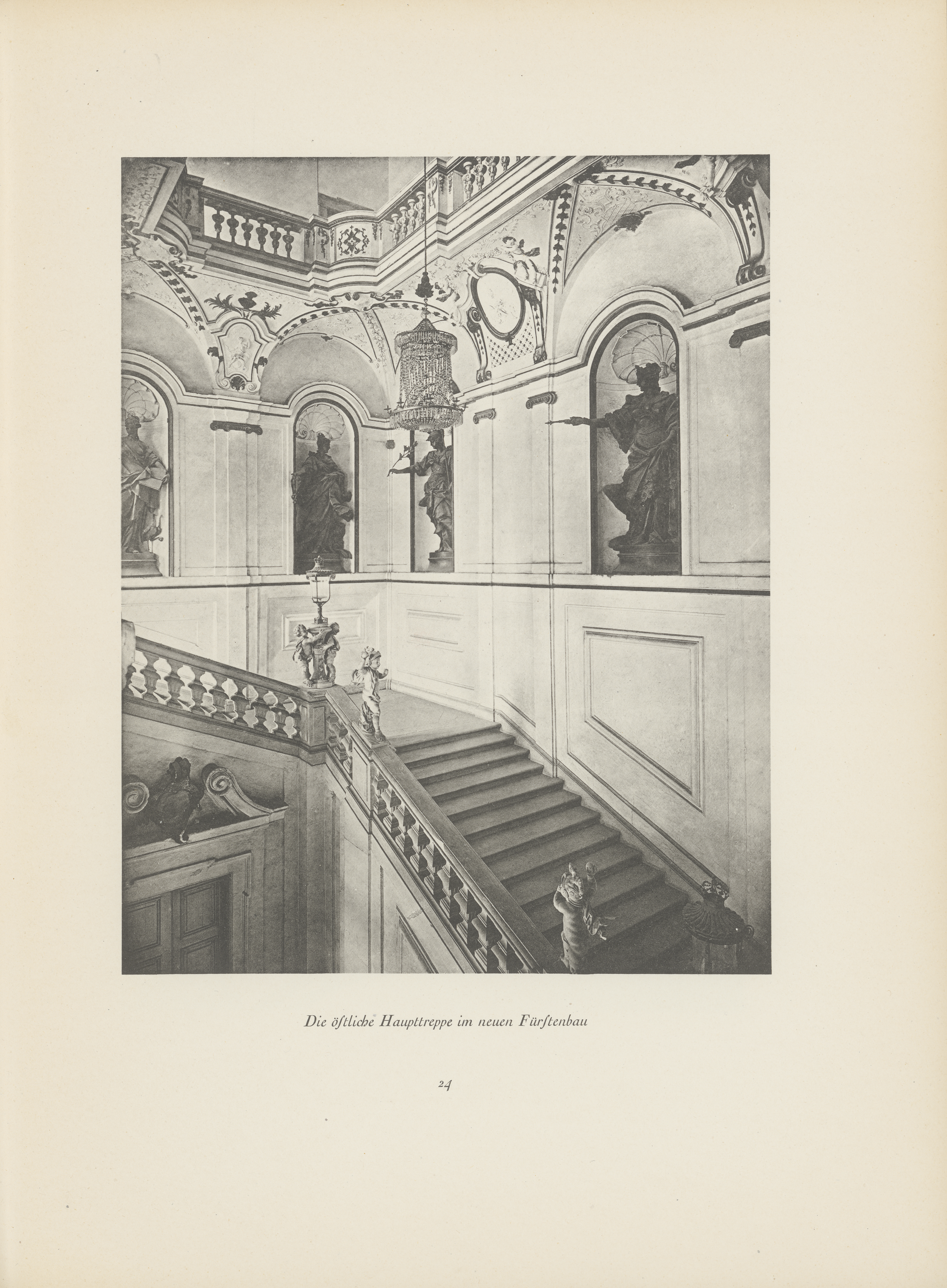
Prunktreppe
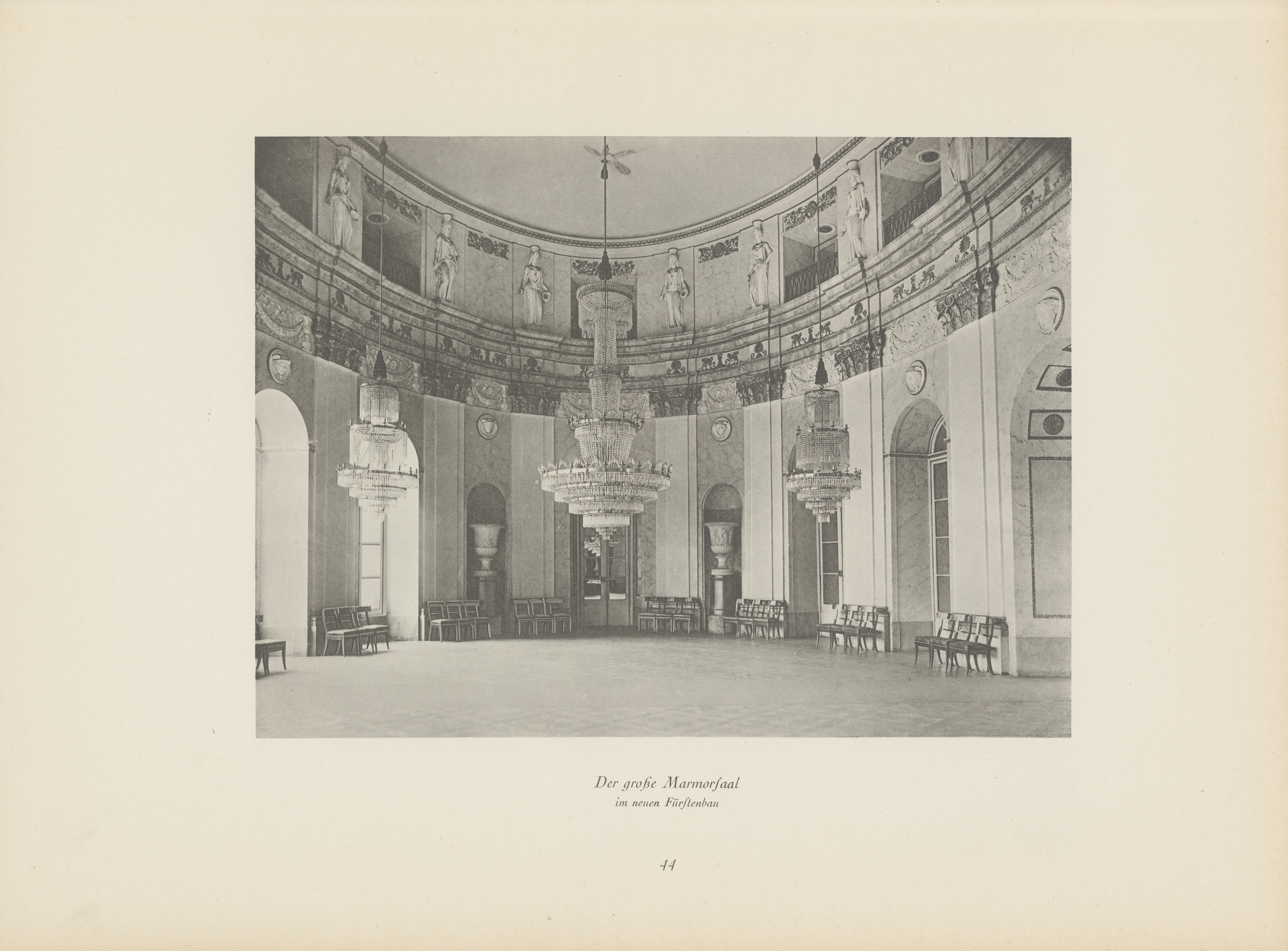
Marmorsaal
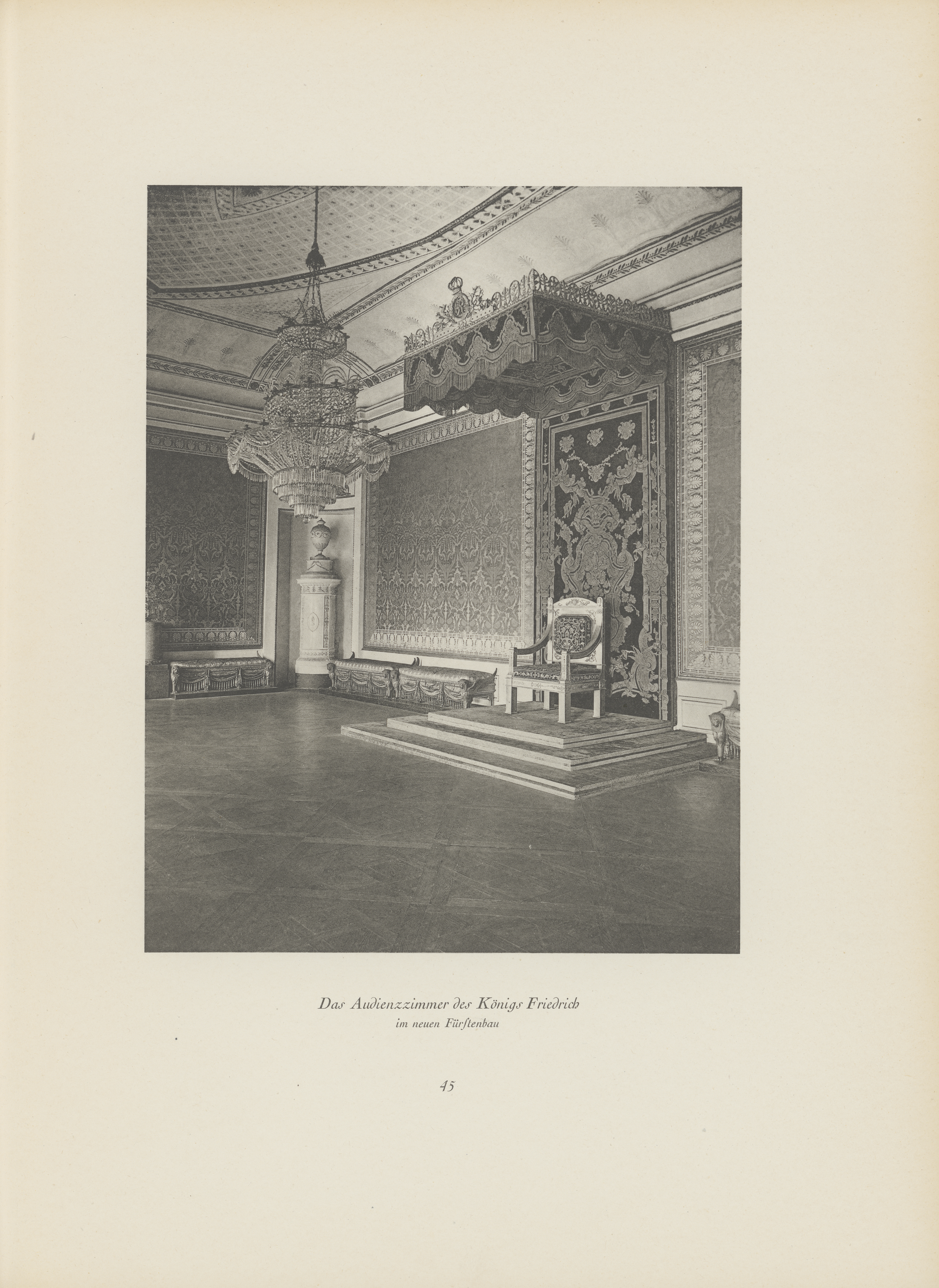
Audienzzimmer

### Ala norte (Alter Hauptbau)

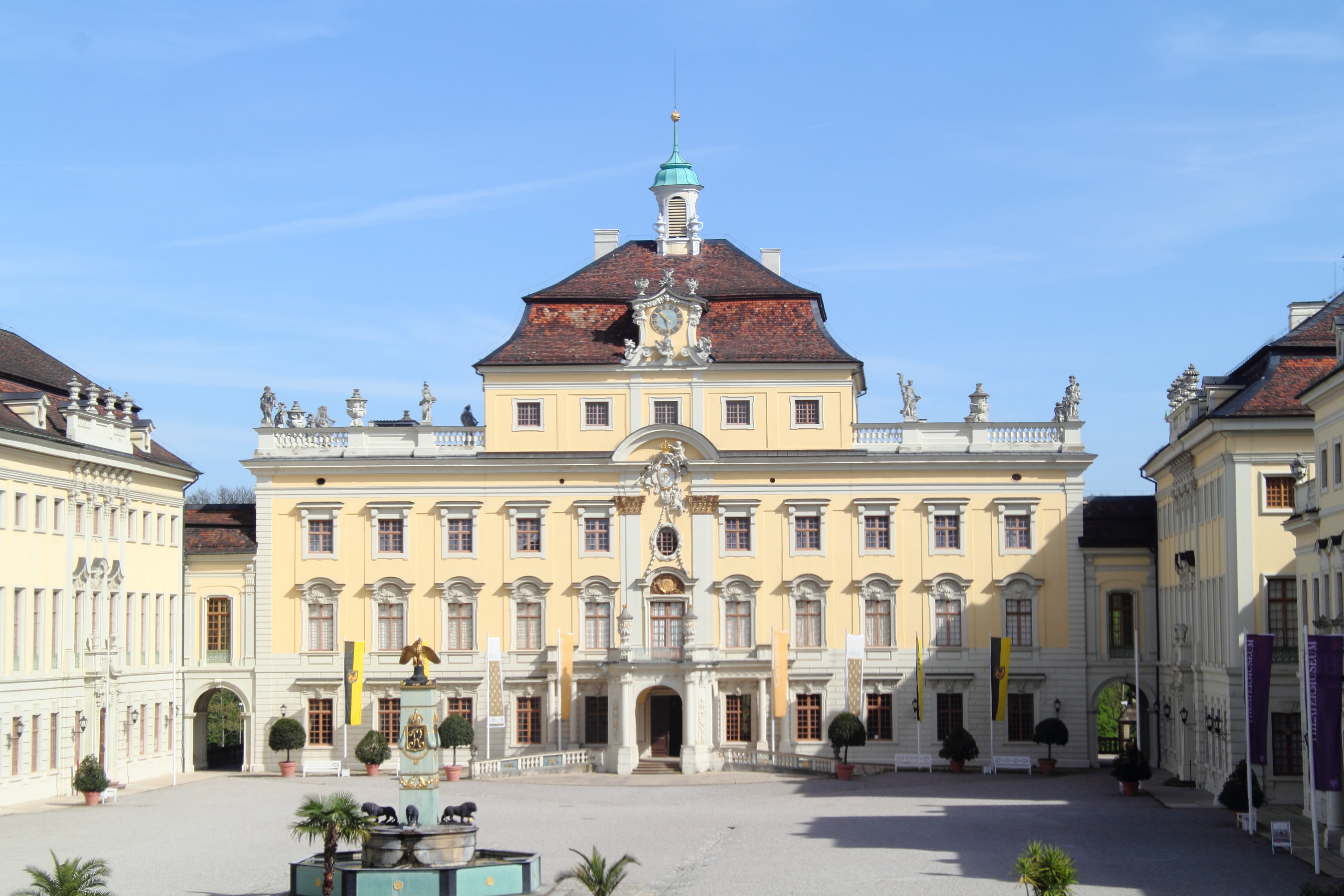
Alter Hauptbau

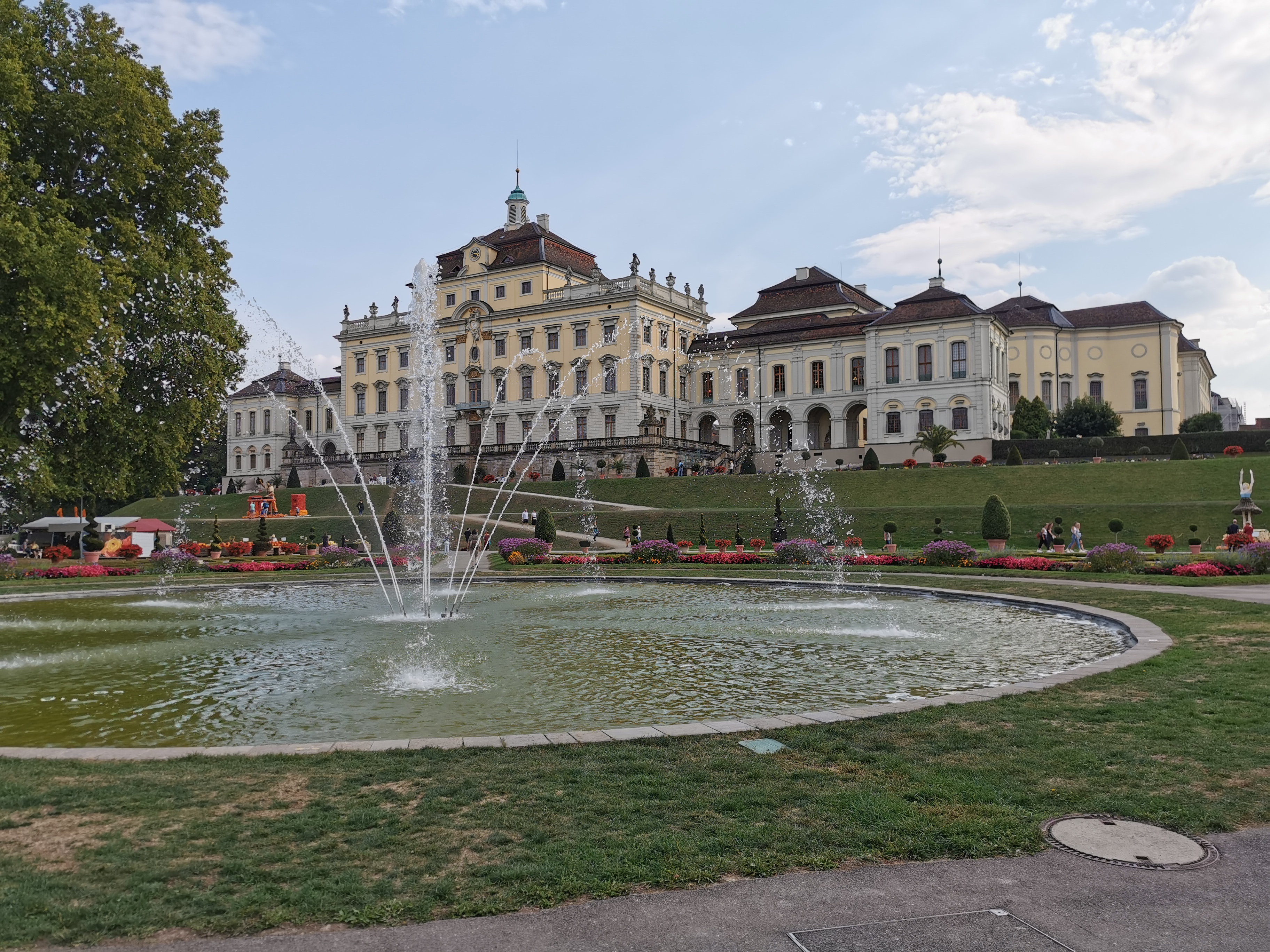
El antiguo corps de logis

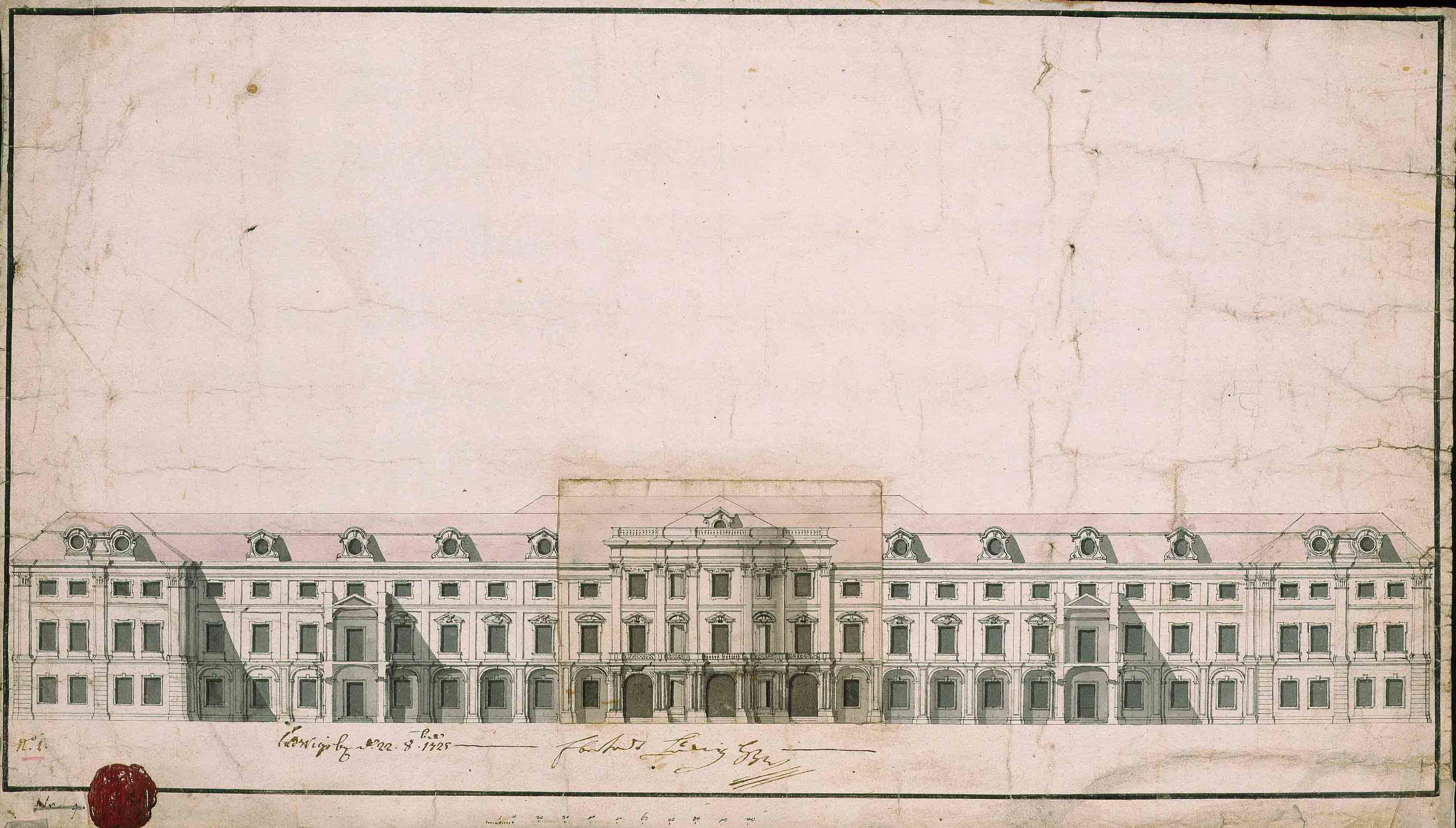
Fassadenentwurf des Nordflügels

El ala norte, conocida como Alter Hauptbau ('antiguo edificio principal'), es la parte más antigua del palacio. Originalmente fue construida para albergar los apartamentos de Eberardo Luis y de la princesa Enriqueta María. Su fachada se construyó entre 1705 y 1708 y sus interiores se completaron en su mayor parte en 1715, aunque las obras en el interior de sus pabellones duraron hasta 1722. En 1809, y de 1826 a 1828, las habitaciones que daban al patio en el beletage (planta principal) fueron remodeladas en estilo neoclásico, pero sus frescos barrocos fueron revelados en 1865. El corps de logis se abre con un amplio vestíbulo, decorado por Frisoni en 1712, que termina en una escalera sin adornos. En lo alto de las escaleras hay una sala de guardia y las cuatro suites en el beletage. Estos siguen el modelo del barroco francés de una sala de estar, cámara de audiencias y dormitorio. El apartamento de Eberardo Luis cuenta con una sala de espejos decorada con estuco de Frisoni y una escalera oculta, ya eliminada, que conducía a la habitación de su amante Wilhelmine von Grävenitz. El tercer piso, terminado en 1708, alberga dos galerías. El primero ocupa la mayor parte de la pared sur y sirvió como galería de retratos y ahnentafel (mesa de los antepasados), con retratos en estuco de Eberardo Luis y sus antepasados creados por Frisoni y Soldati en 1713. Los frescos del techo se perdieron en la renovación de 1808 cuando fue divididifo en habitaciones más pequeñas. La galería fue restaurada entre 2000 y 2004. Sobre el tercer piso hay un techo abuhardillado que ahora alberga el mecanismo de reloj original de la abadía de Zwiefalten, tomado por el rey Federico I en 1809.
Los dos pabellones al oeste y al este del corps de logis están conectados a él por galerías porticadas, terminadas en 1713 y 1715 respectivamente, que cierran el borde norte de la cour d'honneur. La galería occidental celebra la paz con estatuas de estuco, medallones y relieves del Juicio de Paris, Eneas huyendo de Troya, Hércules y Ónfale, y Apolo y Dafne. Su terminal, el Jagdpavillon (pabellón de caza), contiene la Marmorsaletta (pequeña sala de mármol) decorada con escayola de Riccardo Retti y frescos de Luca Antonio Colomba. Contiguas a la sala hay tres salas de gabinetes, la primera y la tercera de las cuales están decoradas con imágenes turcas y chinas, respectivamente. La galería oriental celebra la guerra con trofeos de estuco, cautivos y armas, relieves del monograma de Eberardo Luis y representaciones de las virtudes cardinales y los elementos clásicos. A lo largo de toda la galería se encuentra el fresco del techo de Colomba que representa la guerra entre los dioses olímpicos y los gigantes. Al final de la galería se encuentra el Spielpavillon, terminado en 1716, cuyo centro es una sala cruciforme redondeada con cuatro salas en las esquinas que contienen imágenes de imitación de Delftware de los Enanos grotescos de Jacques Callot. El fresco de la cúpula de Colomba y Emanuel Wohlhaupter representa las cuatro estaciones y sus correspondientes signos del zodíaco.

### Ala este

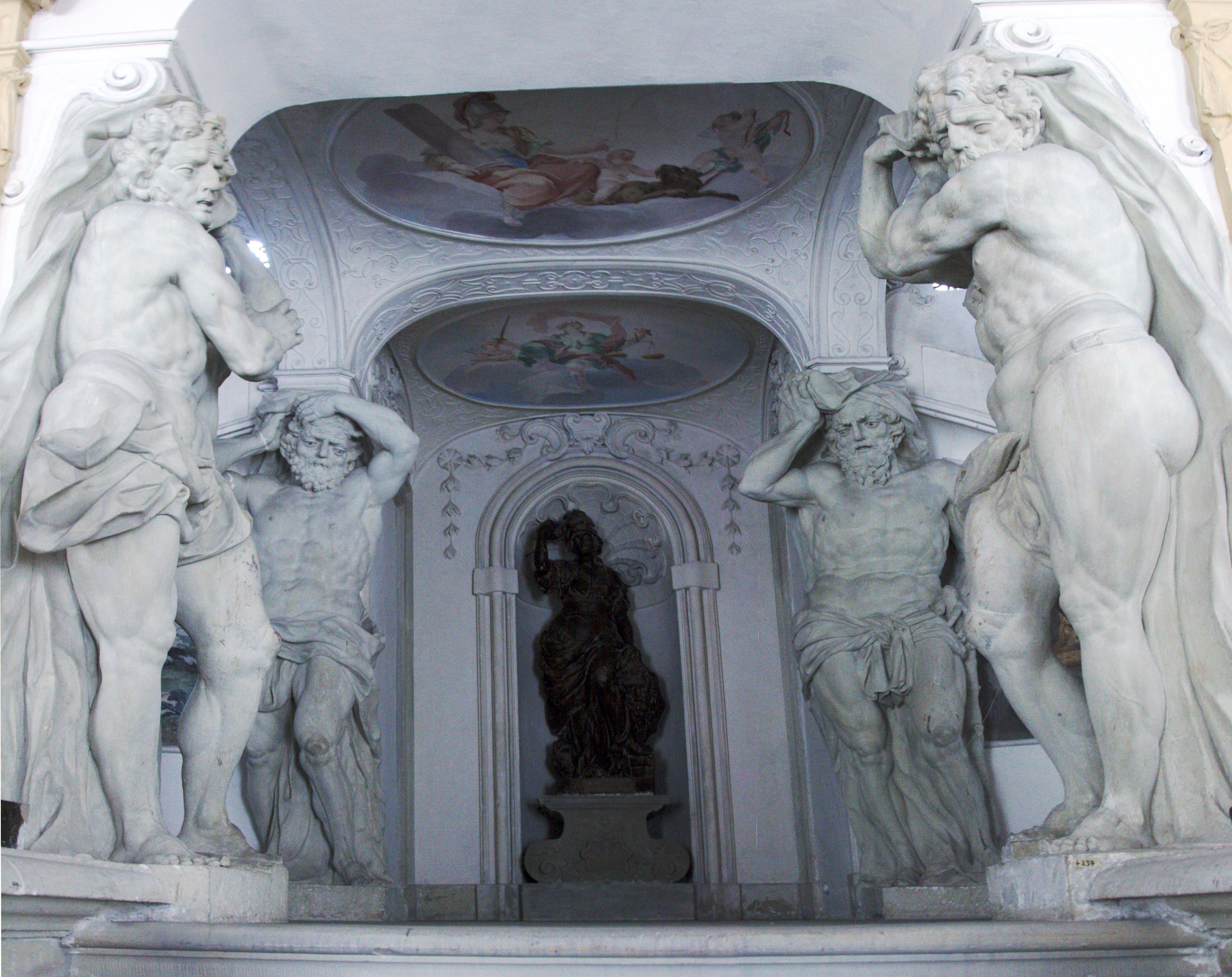
Los cuatro gigantes de mármol que dan el nombre a este vestíbulo, la Riesenbau.

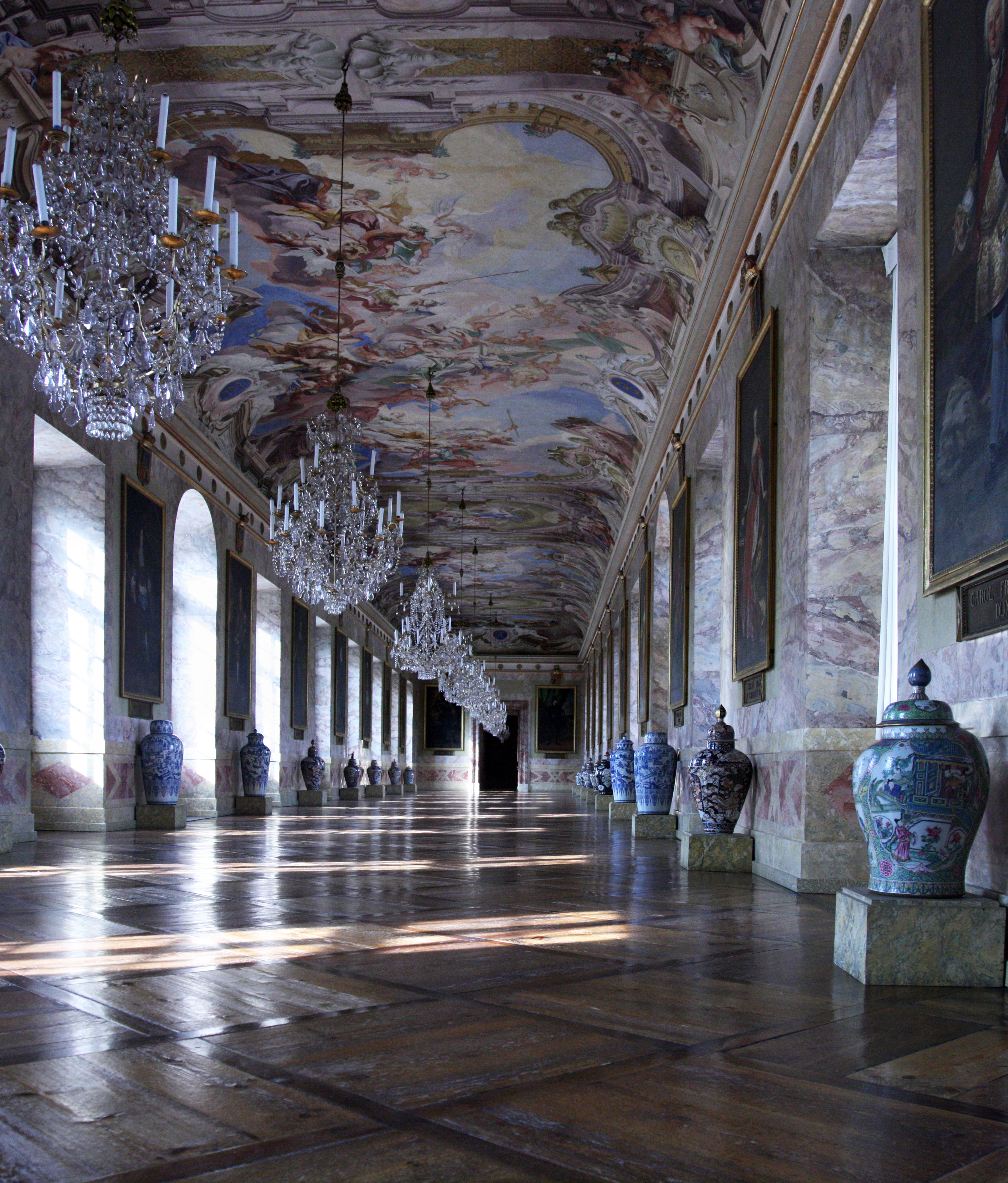
La Ahnengalerie, rastreando el linaje de la Casa de Württemberg

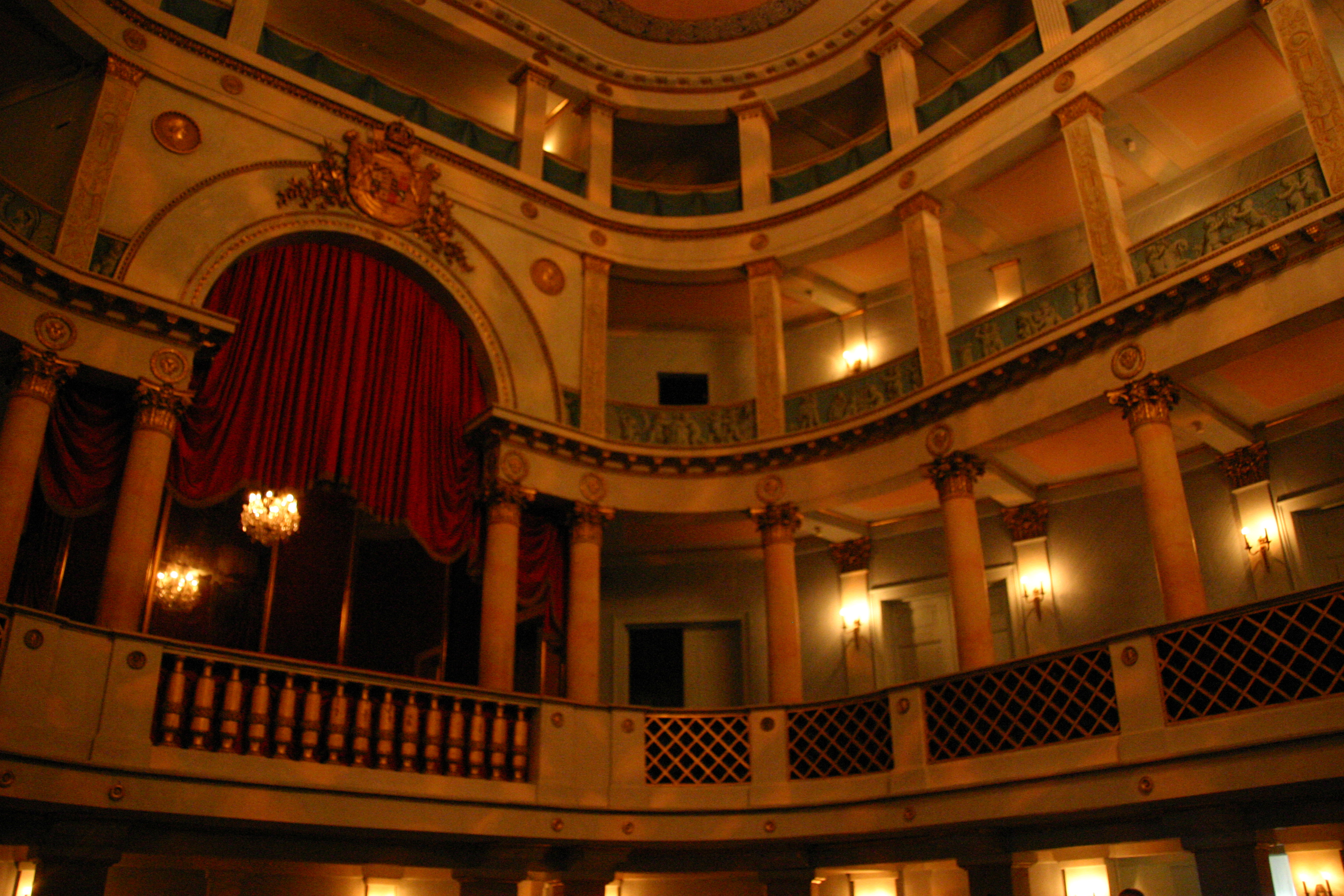
Interior del Schlosstheater

La primera estructura del ala este es el Riesenbau (edificio de los Gigantes), construido por Johann Friedrich Nette en 1712-1713. En el vestíbulo, decorado por Andreas Quittainer y Colomba, destacan dos esfinges y cuatro gigantes como atlas debajo de la escalera que conduce al beletage. Originalmente, estas escaleras conducían a una sala de la Orden de Caza, que fue segregada en residencias desde 1720 a 1723. Delante de los gigantes hay una estatua de Minerva, y los frescos en el techo sobre la escalera muestran a Justitia y Fortitude, las cuatro estaciones y los cuatro elementos clásicos. En 1810, las salas del beletage fueron remodeladas en estilo neoclásico, pero fueron restauradas al estilo barroco y abiertas como museo en la década de 1950. Los apartamentos de Frederick Louis y Carlos Alejandro fueron decoradas por Frisoni y Colomba, pero el apartamento de Carlos Alejandro también cuenta con una pintura de paisaje de Adolf Friedrich Harper.
Directamente al sur de Riesenbau se encuentra el Östlicher Kavalierbau ('edificio de los Caballeros del Este'), construido entre 1715 y 1719 para albergar a los cortesanos. Tiene cuatro apartamentos en ambos pisos, decorados con adornos de estuco de Riccardo Retti y un fresco original en el techo del beletage de Leopoldo Retti. El apartamento suroeste del segundo piso alberga un museo dedicado al Schlosstheater (teatro del palacio), adjunto por una galería al Östlicher Kavalierbau y a la Schlosskapelle. El teatro más antiguo de Europa fue construido por Frisoni entre 1729 y 1733, pero La Guêpière lo amuebló por primera vez entre 1758 y 1759, quien añadió el escenario, el auditorio y la maquinaria. Thouret remodeló el Schlosstheater en estilo neoclásico en 1811-1812. Se sabe que Giacomo Casanova visitó el Schlosstheater, tomando notas sobre las actuaciones celebradas allí.
La Schlosskapelle (capilla del palacio) se construyó entre 1716 y 1724. La capilla se compone de una rotonda con tres semicúpulas y un palco privado para el duque y su familia, al que se accede desde el segundo piso. La caja fue pintada alrededor de 1731 con la Historia de David y con un papel tapiz de terciopelo rojo y un fresco en el techo de Livio Retti. La capilla fue pintada por Frisoni, Colomba y Carlo Carlone, quienes estaban restringidos por la doctrina protestante a ilustraciones de temas bíblicos, como los Apóstoles y escenas del Antiguo Testamento. Una cripta debajo de la capilla es el lugar de enterramiento de todos los gobernantes de Württemberg, desde el duque Eberardo Luis hasta el rey Federico I. La Schlosskapelle no sufrió ninguna remodelación importante en el siglo XIX.
La parte más al sur del ala este es la Ahnengalerie, construida en 1729 y de 150 m de largo. Los frescos originales del techo de Carlo Carlone, que ilustran la historia de Aquiles, fueron trasladados a la Bildergalerie después de su finalización en 1732. En cambio, Carlone pintó un homenaje a Eberardo Luis de 1731 a 1733, glorificando su reinado con representaciones de Alejandro Magno. Apeles, Venus, Marte, Apolo, Fobos y las Musas, entre otros. Federico I hizo que Thouret remodelara la Ahnengalerie en 1805-1806, conservando los frescos de Carlone y añadiendo estuco a las dos antecámaras. Los retratos de la Ahnengalerie trazan el linaje de los gobernantes de Württemberg, desde Eberhard I el Barbudo, primer duque de Württemberg, hasta Wilhelm II, último rey de Württemberg.

### Ala oeste

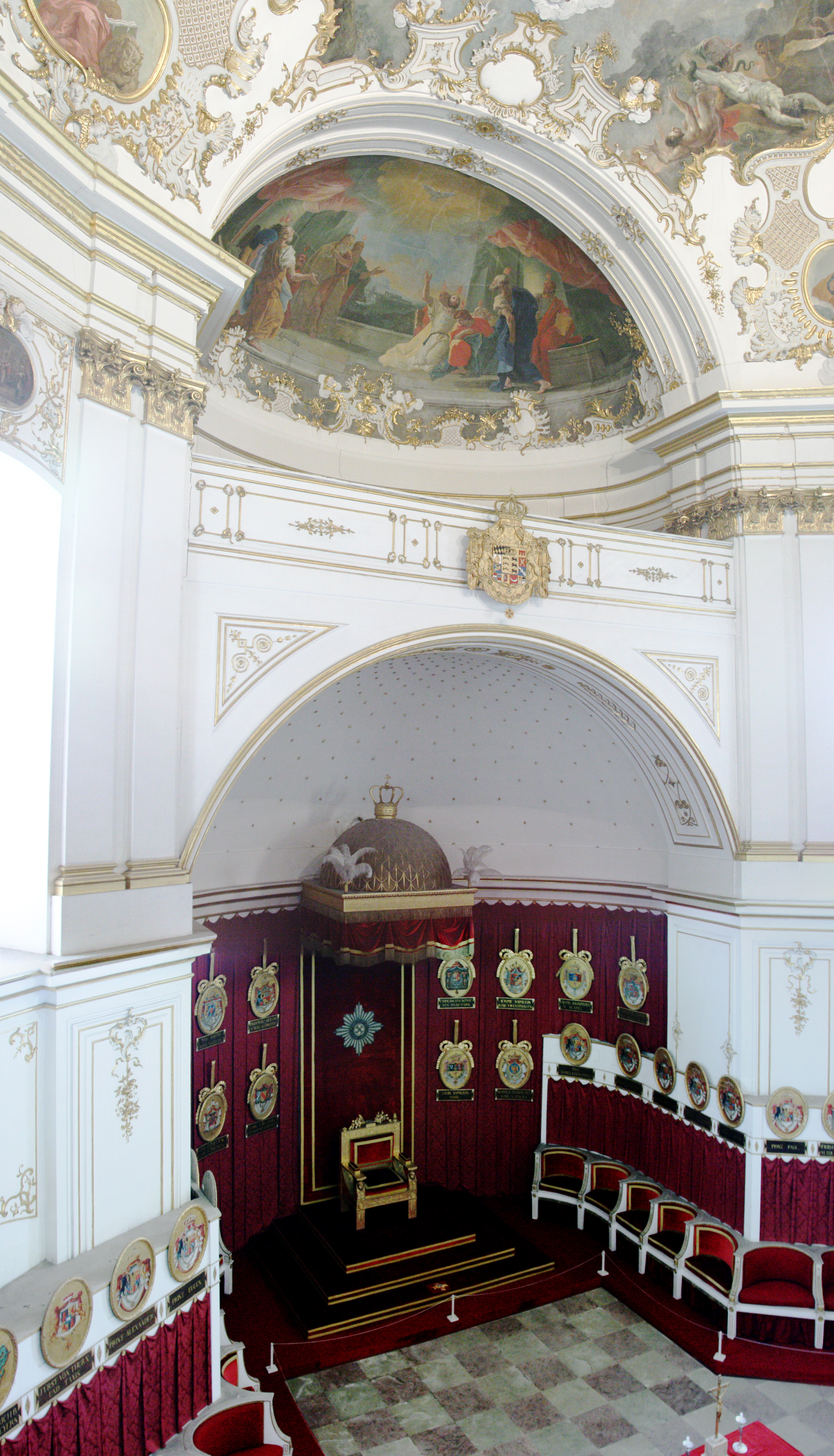
El trono del rey Federico I en la Ordenskapelle y su semicúpula. Los escudos de armas de los miembros de la Orden del Águila Dorada se alinean en las paredes sobre sus asientos.

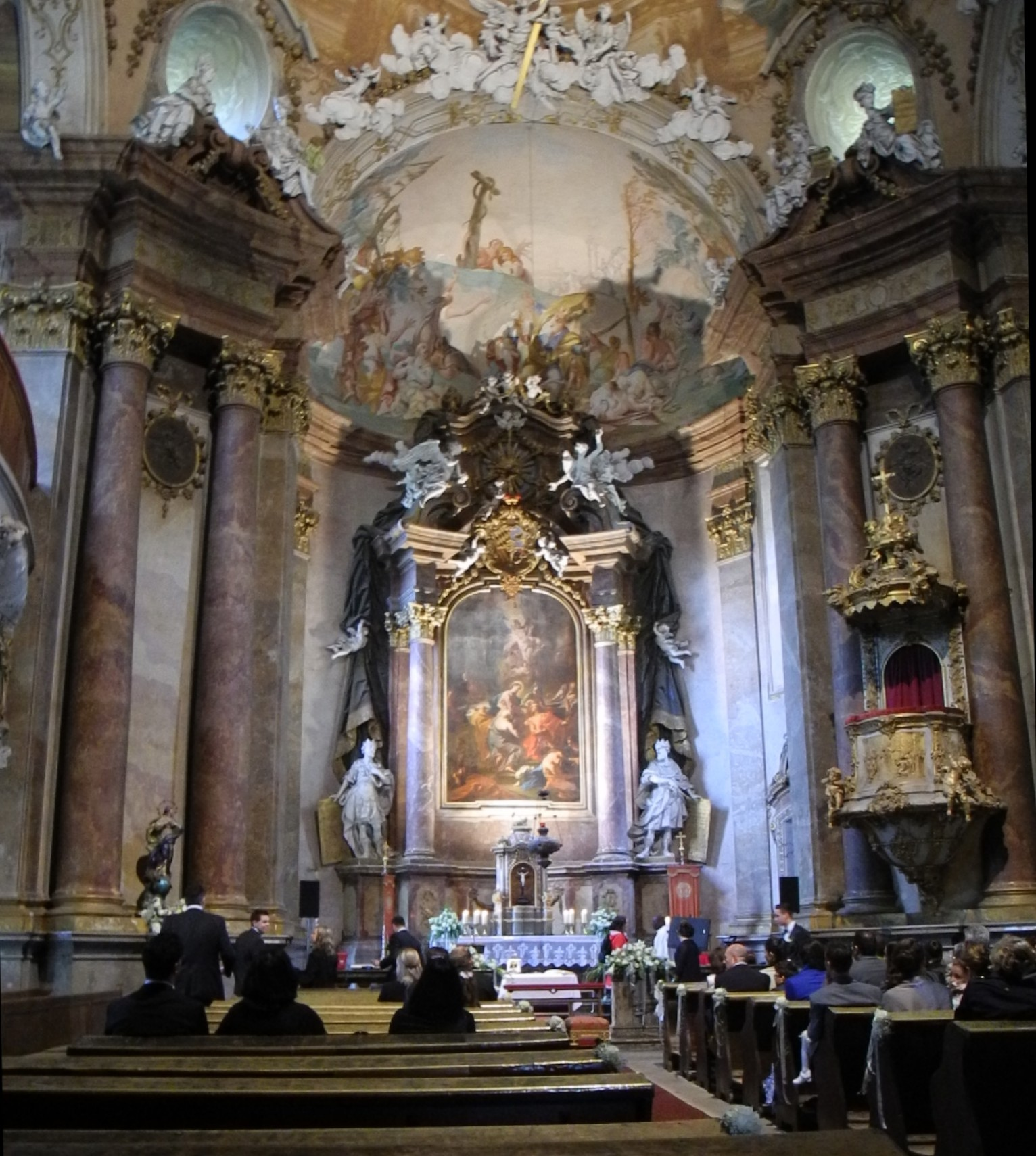
Interior barroco de la Schlosskirche

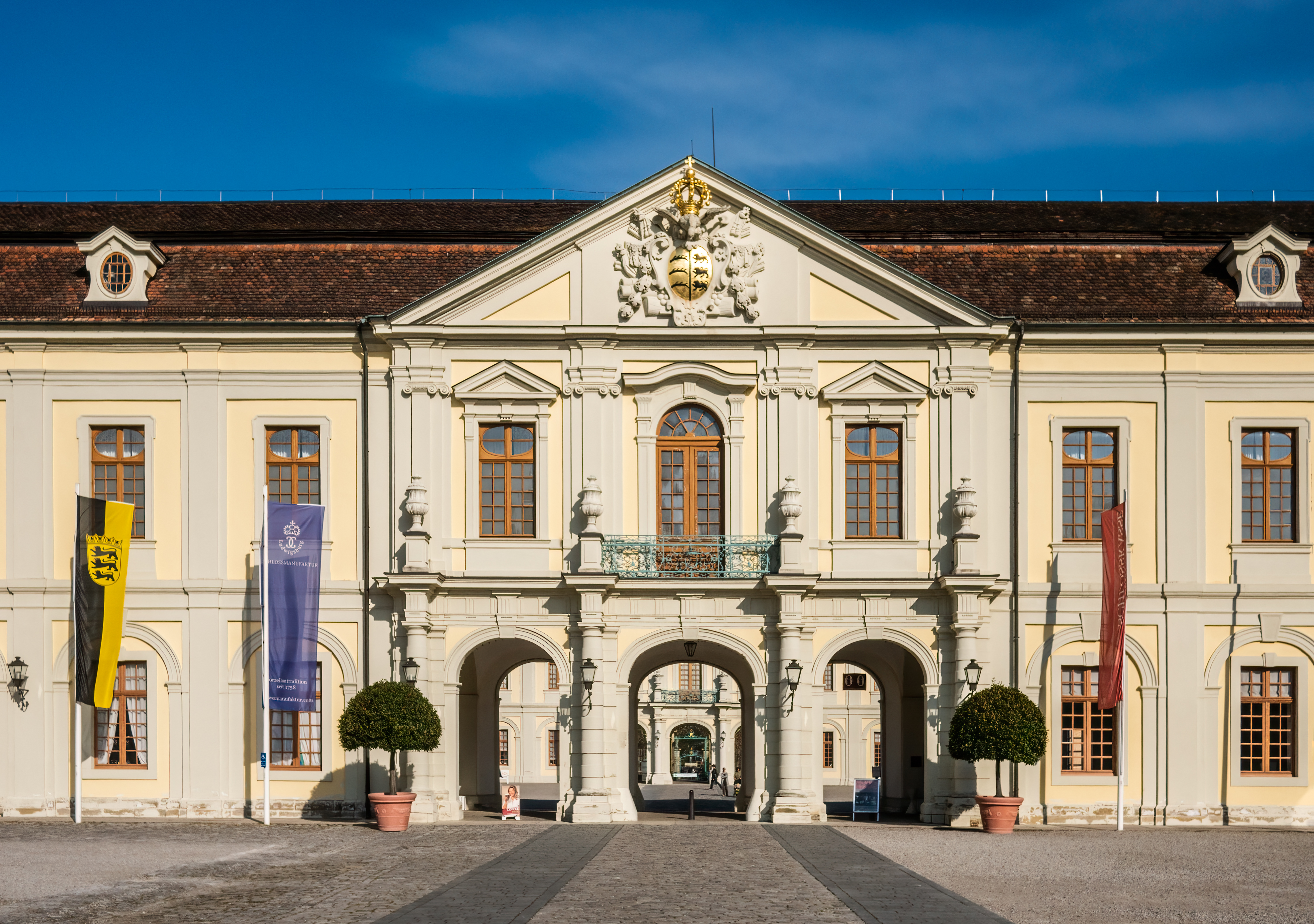
Bildergalerie

El primer edificio del ala oeste es el Ordensbau ('edificio de la Orden', en referencia a la Orden ducal del Águila Real), que contiene tres apartamentos en la planta baja y el salón de banquetes. El vestíbulo presenta un fresco en el techo de Pheme con un genio. Cuadros de Hércules adornan sus paredes y continúan hasta el hueco de la escalera. La antecámara de la Sala de la Orden está decorada con relieves de estuco de querubines, máscaras, pájaros y armas de Tomasso Soldati y Frisoni. El estuco de la Sala de la Orden también fue de Soldati y Frisoni, pero el fresco del techo es una pintura posterior de Scotti y Baroffio en 1731, ya que el original de Colomba fue dañado por el agua y retirado. El rey Federico I hizo renovar el Salón para convertirlo en una sala del trono en 1805-1806 y trasladó las ceremonias de la Orden a la Ordenskapelle. Thouret diseñó el trono y el baldaquino del rey, frente al retrato del rey de 1808 de Johann Baptist Seele. En la Sala de la Orden se ratificaron las constituciones del Reino y del Estado Libre Popular de Wurtemberg en 1819 y 1919, respectivamente.
Inmediatamente al suroeste de Ordensbau se encuentra la ovalada Ordenskapelle ('capilla de la Orden'), construida entre 1715 y 1723. La Ordenskapelle fue remodelada entre 1746 y 1748 por Johann Christoph David von Leger en nombre del duque Carlos Eugenio para la duquesa Isabel Federica. Leger removió el piso entre la capilla y la sala de la Orden del segundo piso y reutilizó las pilastras existentes para la nueva decoración rococó de Pietro Brilli. Retti pintó escenas de la Vida de Jesús en el techo. En el segundo piso se encuentra el palco de la duquesa, decorado en 1747-1748 con estuco y frescos del Nacimiento de Cristo y alegorías de la Fe, Esperanza y Caridad. En 1798, Federico I trasladó las funciones de la iglesia de la Ordenskapelle a la Schlosskapelle. Nueve años más tarde, lo designó para uso de la Orden del Águila Real y encargó a Thouret que lo remodelara al estilo Imperio. Thouret tapó las ventanas del primer piso en 1807-1808 para obtener más espacio para sentarse y para el trono con dosel del rey bajo su semicúpula repleta de estrellas.
El Westlicher Kavalierbau ('edificio de los Caballero occidentales') está anexo a la Ordenskapelle y es idéntico en distribución y diseño a su homólogo oriental. Fue construido en 1719-1720 y conserva algunos frescos originales de estuco y techo de Riccardo y Retti. El Festinbau, anexo al Westlicher Kavalierbau, fue diseñado originalmente como una cocina construida entre 1729 y 1733 y utilizado como teatro entre 1770 y 1775. Desde 2004, Westlicher Kavalierbau y Festinbau albergan un museo de la moda. La cocina real, el Küchenbau, se construyó separada del palacio hacia el oeste, para mantener a raya los olores y posibles incendios. En su interior se encuentran siete hogares, una panadería, una carnicería, varias despensas y las habitaciones para el personal de servicio en el desván y en el primer piso.
La Bildergalerie (galería de imágenes), la parte más meridional del ala oeste, fue construida por Frisoni en 1731-1732. La única decoración barroca que queda es el fresco del techo de Scotti que representa la vida de Aquiles, que adornó por primera vez el techo de la Ahnengalerie. Thouret renovó la Bildergalerie en el neoclasicismo toscano de 1803 a 1805, añadiendo una chimenea de Isopi y una estatua de Apolo frente a ella. Los frescos de las antecámaras de la Bildergalerie fueron pintados en 1730 por Scotti o Carlo Carlone.

### Ala sur (Neuer Hauptbau)

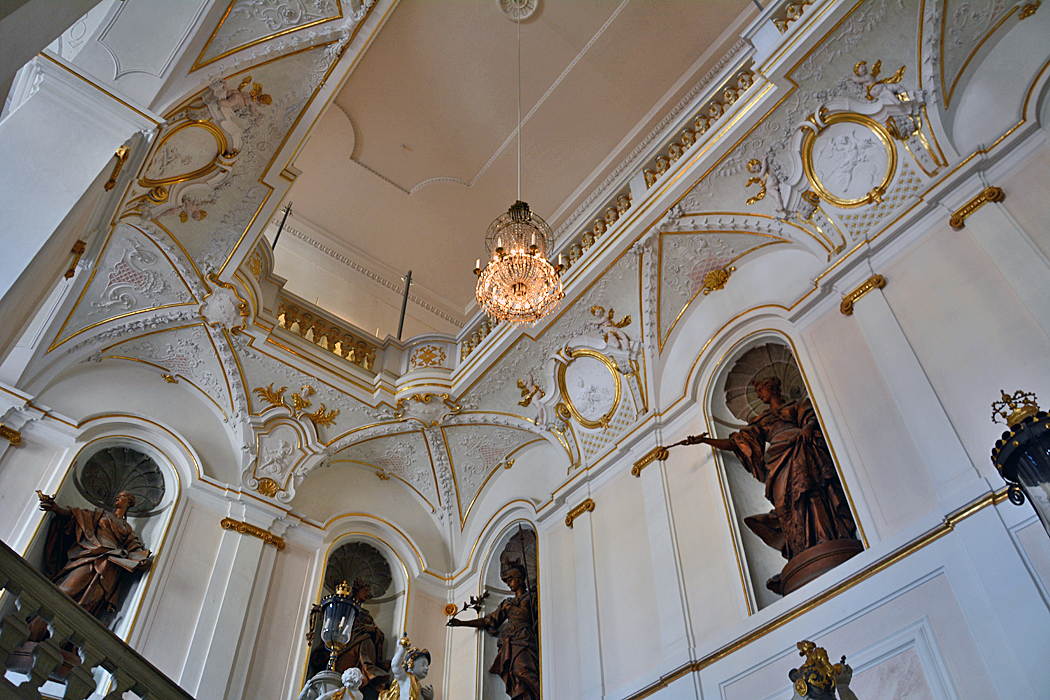
Estatuaria y techo de la Escalera de la Reina

El ala sur, el Neuer Hauptbau ('nuevo edificio principal'), fue diseñado y construido por Frisoni por orden del duque Eberardo Luis, quien descubrió que el Alter Hauptbau era demasiado pequeño para satisfacer las necesidades de su corte. Frisoni planeó un edificio de cuatro plantas en 1725, pero terminó construyendo solo tres plantas. Eberardo Luis murió antes de poder mudarse al Neuer Hauptbau, dejando sus interiores sin terminar hasta que el duque Carlos Eugenio los terminó en 1747, aunque solamente abandonó el palacio en 1775. Los siguientes miembros de la realeza que residieron allí fueron el primer rey y la primera reina de Württemberg, Federico I y Carlota Matilde, que remodeló extensamente partes del palacio en estilo neoclásico de 1802 a 1824. El edificio se utilizó en 1944-1945 para almacenar muebles recuperados del recientemente destruido Palacio Nuevo de Stuttgart.
El Neuer Hauptbau se abre con un vestíbulo ovalado decorado por Carlo Carlone. Alberga una estatua del duque Eberardo Luis, rodeada de términos que sostienen el techo. En los nichos detrás de las columnas hay estatuas de Apolo, de una mujer y una esfinge, y de dos ménades con un sátiro. Un pasillo abovedado decorado con dos figuras de Hércules conduce a un salón, que presenta un fresco en el techo de Diego Carlone y estatuas de deidades romanas en nichos. Las escaleras del Rey y de la Reina rematan el vestíbulo y conducen al beletage del Neuer Hauptbau. La escalera del Rey tiene estatuas inspiradas en romances infelices, y los cavetos de arriba están adornados con representaciones de estuco de las estaciones personificadas y medallas con las iniciales de Eberardo Luis. La escalera de la Reina es un espejo de la del Rey, pero las estatuas representan a las Virtudes y las cintas de arriba muestran a Apolo, Artemisa y los cuatro elementos clásicos.
Dos galerías conducen desde las escaleras a una sala de guardia decorada por Diego Carlone en 1730 con trofeos de armas de estuco y frescos. Thouret cubrió la obra de Carlone con ornamentación neoclásica en 1815. La sala de guardia conduce al salón de Mármol (Marmorsaal), el comedor palaciego que alguna vez se utilizó para recibir a Francisco II de Austria y al zar Alejandro I de Rusia. Thouret comenzó a trabajar aquí en 1813-1814 instalando un nuevo techo curvo y terminó dos años más tarde con las paredes de escayola del salón de Mármol. Pilastras y ventanas forman el muro inferior, decorado con guirnaldas de estuco y candelabros de Antonio Isopi. Alrededor de las puertas hay reproducciones de Medusa Rondanini, Hermes Ludovisi y el jarrón de los Medici. Sobre la sala hay un pasillo en el ático, dividido por pilares revestidos con cariátides que sostienen platos y cántaros diseñados porJohann Heinrich von Dannecker. El fresco del techo, de Pernaux, muestra un cielo azul parcialmente nublado que contiene un águila y cuatro pájaros más pequeños, cada uno de los cuales iza una lámpara de araña. El techo sobre el salón de Mármol, aunque curvo, no tiene soportes visibles. Esto se logró colocando su peso en voladizo sobre los entablamentos en la parte superior de las paredes del salón de Mármol.

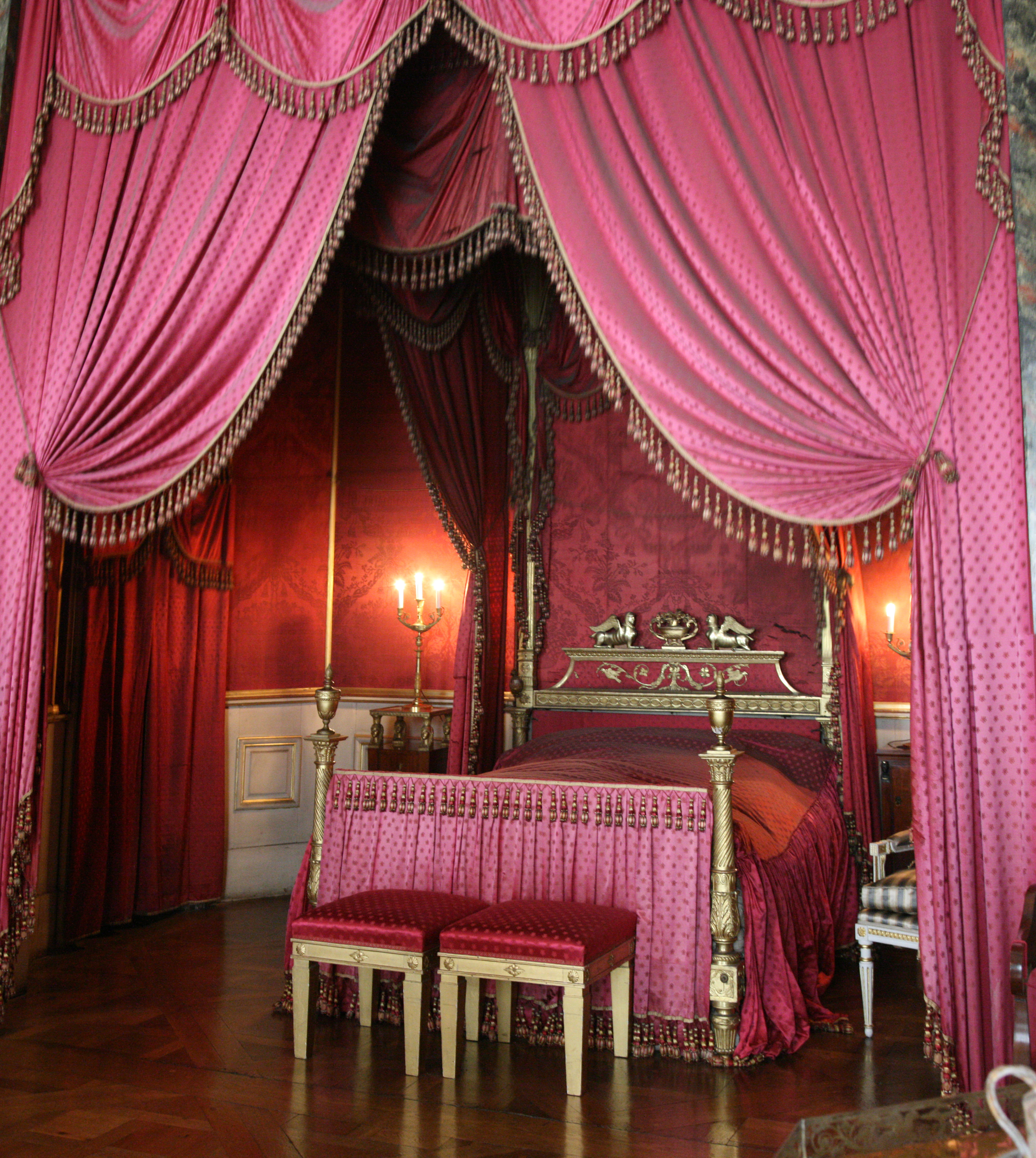
La cama de la reina Carlota Matilde

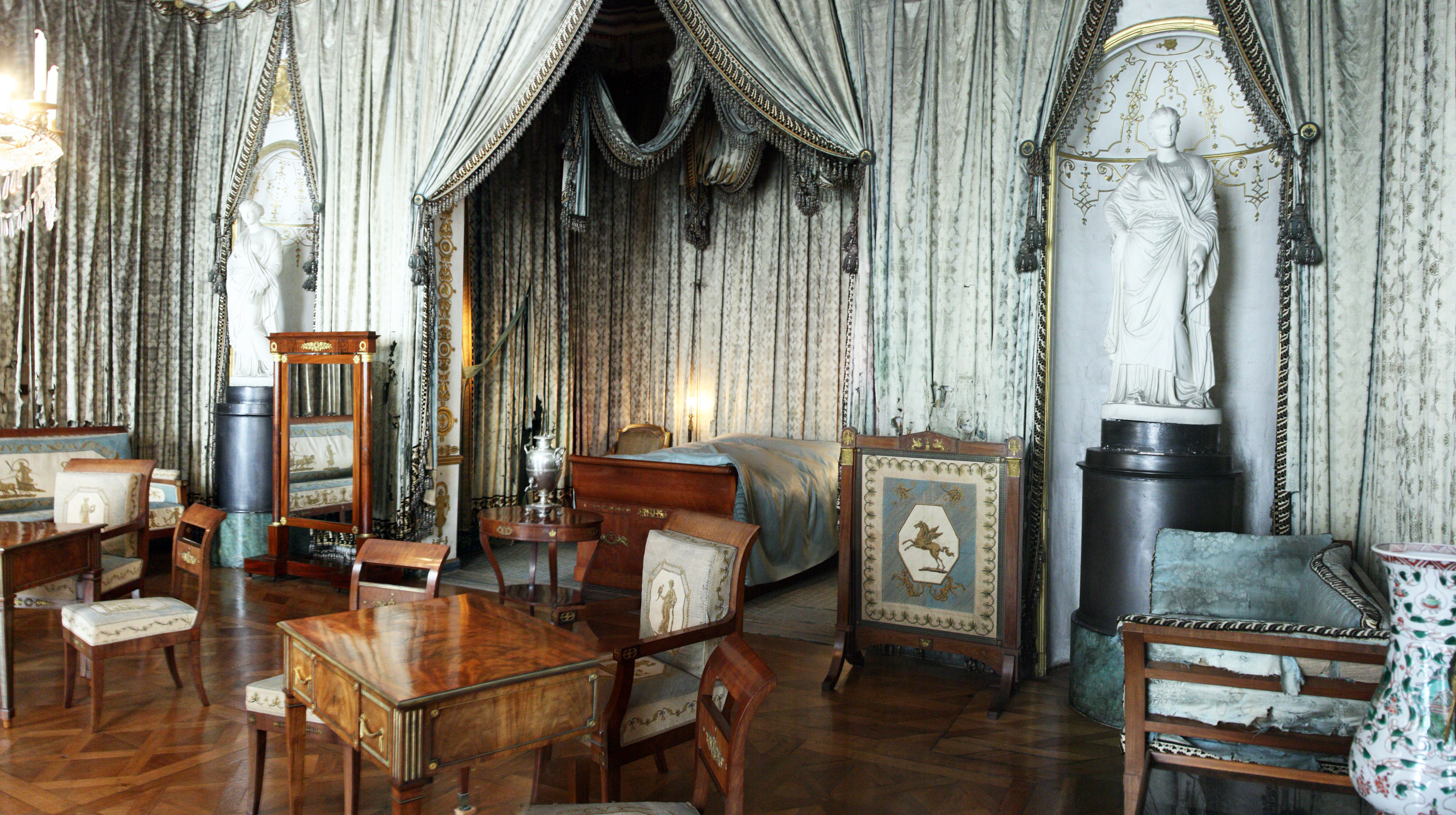
El dormitorio del rey Federico, de estilo neoclásico, con paredes cubiertas con seda plateada. Dos estatuas de mármol flanquean la alcoba

Al este del salón de Mármol se encuentra el apartamento de la reina Carlota, originalmente las suites destinadas a albergar al príncipe Federico Luis y a la princesa Enriqueta María. Cuando Charlotte se unió a Federico I en su residencia en Ludwigsburg en 1798, se eliminaron las paredes divisorias para formar una única suite. Thouret sólo hizo pequeños cambios en la suite de la reina entre 1802 y 1806, principalmente añadiendo damasco a la antecámara principal y a las salas de reuniones y audiencias. Después de que la reina se estableciera plenamente en Luisburgo, se realizaron importantes renovaciones, que duraron entre 1816 y 1824. La sala de audiencias de Charlotte contiene su trono, paredes de seda roja y pinturas de Cibeles, Minerva y virtudes personificadas de Viktor Heideloff sobre las puertas y en los lunetos de los espejos. El dormitorio adyacente fue remodelado en 1824 con pilastras de mármol verde y un alcove que contiene seda roja de 1760. El estudio es inusual para un interior neoclásico debido a sus grandes espejos. Finalmente, está el estudio de verano y la biblioteca de la reina, remodelada en 1818 con damasco azul y puertas rococó que se extienden hacia la biblioteca hacia el oeste. Todo el apartamento está amueblado en estilo Biedermeier por Johannes Klinckerfuß, cuya obra la propia Charlotte cubrió con bordados.
El apartamento del rey, al oeste del de Carlota, albergaría al duque Eberardo Luis y a Wilhelmine von Grävenitz, y más tarde a Johanna Elisabeth of Baden-Durlach. Carlos Eugeni fue el primero en residir aquí en 1744 con su esposa. Cuando Federico I se instaló, hizo que Thouret remodelara su suite de 12 habitaciones de 1802 a 1811. La suite se abre con la antecámara, que contiene decoraciones que datan de 1785, probablemente tomadas del palacio de Hohenheim, y un fresco original en el techo de Carlo Carlone, de Baco y Venus. Junto a ella se encuentra la sala de audiencias, decorada con damasco rojo barroco y cenefas neoclásicas. La sala contiene el trono de Federico y muebles de Isopi, adornados con grifos en relieve. Más allá de la sala de conferencias y sus puertas rococó de Heideloff se encuentran los dormitorios del rey. Los paneles de madera barrocos de las paredes y las puertas sobrevivieron a la remodelación de la sala en 1811. Las paredes y el mobiliario de la oficina del rey son neoclásicos, decorados con cabezas de dioses griegos y cornucopias, pero el fresco del techo es un original de Guibal de 1779 de Chronos y Clio. [100] [101]

El duque Carlos Eugenio se mudó al Neuer Hauptbau en 1757 y encargó a La Guêpière la decoración del apartamento. Dos años más tarde, La Guêpière completó toda la suite excepto el dormitorio, ya que el duque ocupó la antigua suite de su esposa en 1760 como su residencia actual. El resto de la suite se utilizó para funciones sociales hasta que quedó vacía de muebles en la siguiente década. Una escalera y una antecámara conducen a la entrada del actual apartamento, una galería decorada por Ludovico Bossi. Las salas iniciales son la primera y la segunda antecámara, revestidas de damasco verde con retratos de Antoine Pesne y paneles de Michel Fressancourt, sobrepuertas de Matthäus Günther, suelos de boiserie y muebles de Jacques-Philippe Carel y Jean-Baptiste Hédouin que Carlos Eugenio adquirió alrededor de 1750. La sala de Asambleas, restaurada en 2003, presenta de manera destacada sobrepuertas de Adolf Friedrich Harper y trofeos de instrumentos musicales sobre las ventanas. La residencia de Carlos Eugenio en el tercer piso comienza con la sala de la Esquina, nuevamente pintada por Harper, que desemboca en una sala de gabinete y finalmente en el dormitorio, terminado en 1770. Bossi creó el estuco del techo en 1759-1760, pero acabar la habitación y sus dos armarios llevaron otra década. Salas adicionales en el tercer piso albergaban a familiares de los gobernantes de Württemberg y están desde 2004 ocupadas por el Museo de Cerámica .

## Terrenos y jardines

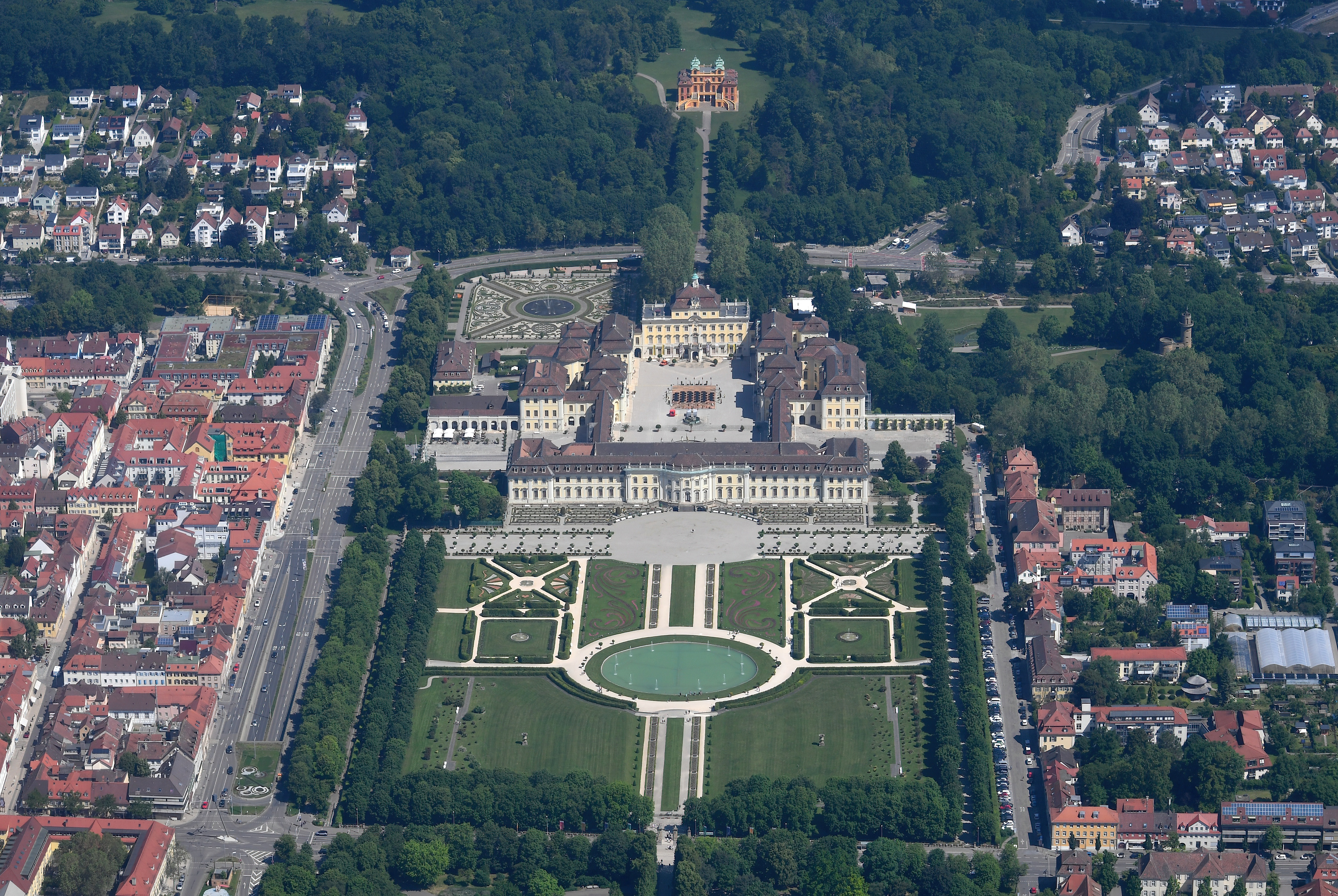
Imagen aérea del palacio de Luisburgo, los jardines del palacio y el Schloss Favourite

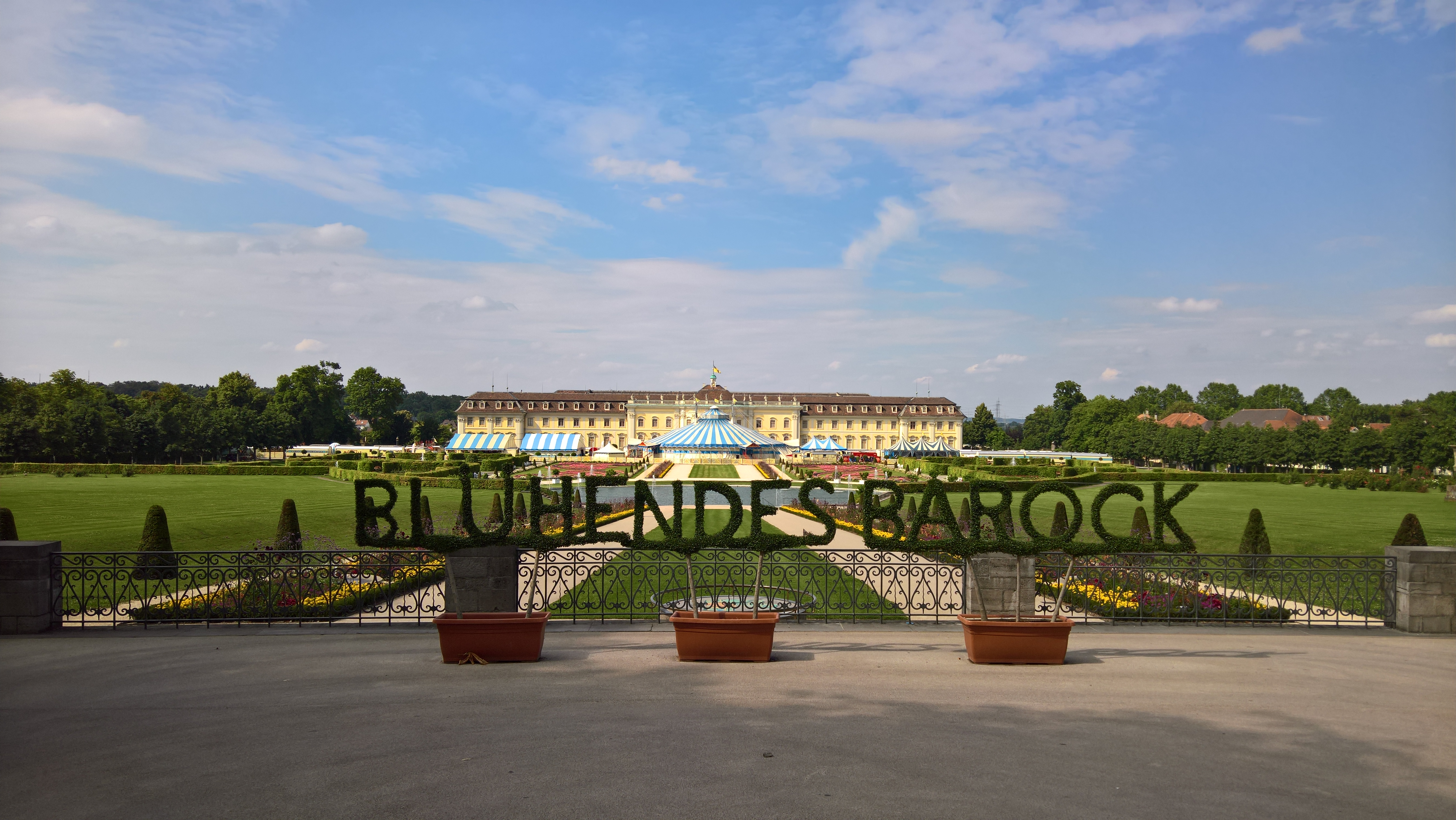
Los jardines Floreciente Barroco alrededor del palacio de Luisburgo, vistos desde el jardín sur. En el centro de la imagen está un seto cortado con las plabras "Blühendes Barock", que significan ng 'Floreciente Barroco'.

Los jardines se centrarían en el norte con un jardín italiano aterrazado y se completaron en gran medida cuando Eberardo Luis centró su atención en el jardín sur. Allí dispuso un gran jardín francés simétrico. Carlos Eugenio rellenó las terrazas en 1749 para reemplazarlas con un gran parterre. Luego reorganizó y amplió el jardín sur durante la siguiente década. Federico I volvió a reorganizar el jardín sur en 1797 en estilo neoclásico y temática mediterránea. Conservó los caminos originales, pero añadió un canal y una fuente en el centro del jardín. El jardín sur estaba dividido en cuatro praderas de igual tamaño, con montículos en el centro coronados por un gran jarrón elaborado por Antonio Isopi. Federico también amplió el jardín hacia el este para formar un jardín paisajístico inglés (Este inferior) y demolió la ópera de Carlos Eugenio para formar un jardín paisajístico de temática medieval (Este superior). Se dispusieron dos jardines adicionales, para Federico y Carlota, junto a sus suites palaciegas. También en el jardín de fantasía se encuentra el Emichsburg, una folie construida entre 1798 y 1802 y que lleva el nombre del legendario antepasado de la Casa de Württemberg, un caballero de la Casa de Hohenstaufen. Guillermo I abandonó Luisburgo por el palacio Rosenstein en Stuttgart y abrió el jardín sur al público en 1828. Se rellenó el canal y se plantó un huerto en el césped del sur, que más tarde se utilizó para cultivar patatas.
En 1947, Albert Schöchle, director de la Autoridad de Parques y Jardines Estatales, fue encargado del mantenimiento de los jardines. Después de visitar el Bundesgartenschau de Hannover de 1951, decidió restaurar los jardines. Schöchle convenció al ministro de Finanzas de Baden-Württemberg, Karl Frankpara que ayudara a financiar la empresa en 1952, con la condición de que también ayudara la ciudad de Ludwigsburg. El alcalde de Ludwigsburg, Elmar Doch y el ayuntamiento estuvieron de acuerdo con esta estipulación. Frank aprobó el inicio de las obras el 23 de marzo de 1953, pero se prolongaron hasta bien entrado el año. La restauración del jardín requirió el movimiento de 100 000 m³ de tierra mediante bulldozers suministrados y operados por soldados estadounidenses y la plantación de decenas de miles de árboles y setos, 22.000 rosas y otras 400.000 flores. Los jardines del Barroco Floreciente (Blühendes Barock) se inauguraron el 23 de abril de 1954 como una muestra hortícola especial y a finales de mayo atrajeron a más de 500.000 visitantes, entre ellos al presidente Theodor Heuss. Cuando la exposición cerró en el otoño de 1954, había recuperado todo menos 150.000 marcos alemanes de la inversión en la restauración de los jardines y se convirtió en un hito permanente.  La inauguración del Fairy-Tale Garden y sus recreaciones de cuentos de hadas en 1959 también fue un éxito inmediato y aumentó los ingresos en un 50% para ese año.  Los jardines Barroco floreciente, que cubren un área de 32 hectáreas, atraen entre 520.000 y 550.000 visitantes al año.
- Mapa de los terrenos palaciegos[BB 1]

Mapa de los terrenos palaciegos
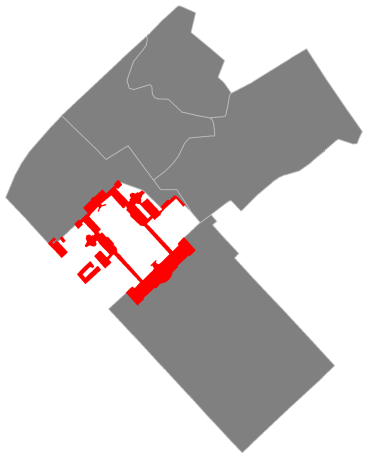
Palacio
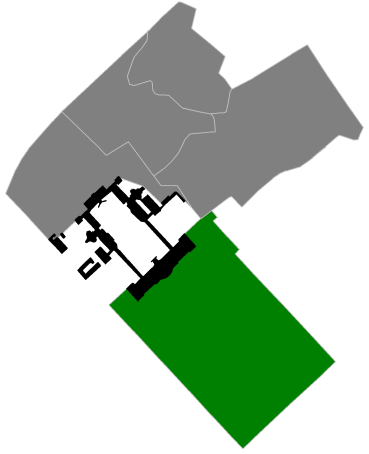
Jardín sur
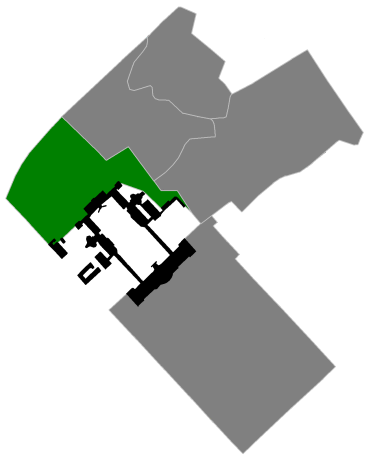
Jardín norte
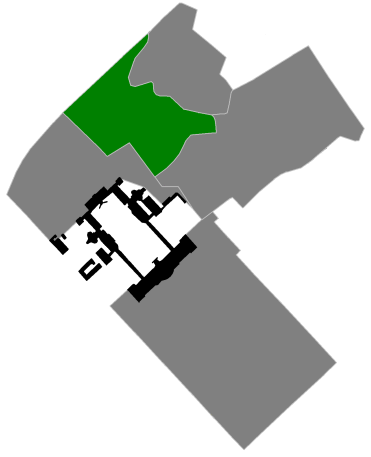
Jardín oriental bao
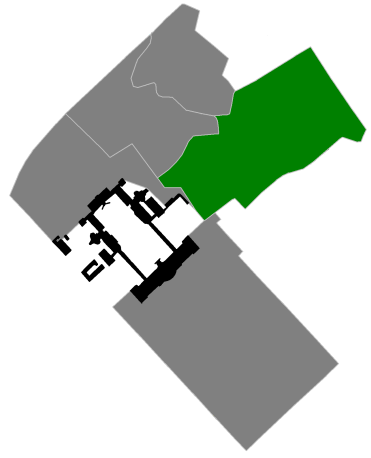
Jardín oriental alto
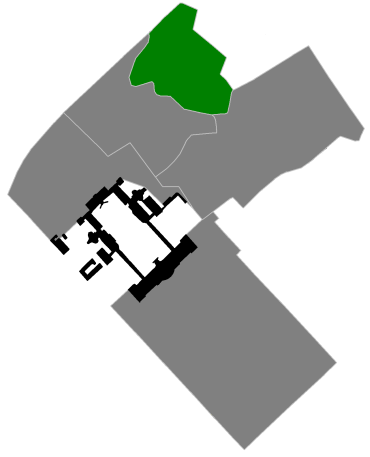
Jardín de cuento de hadas

### Schloss Favorite

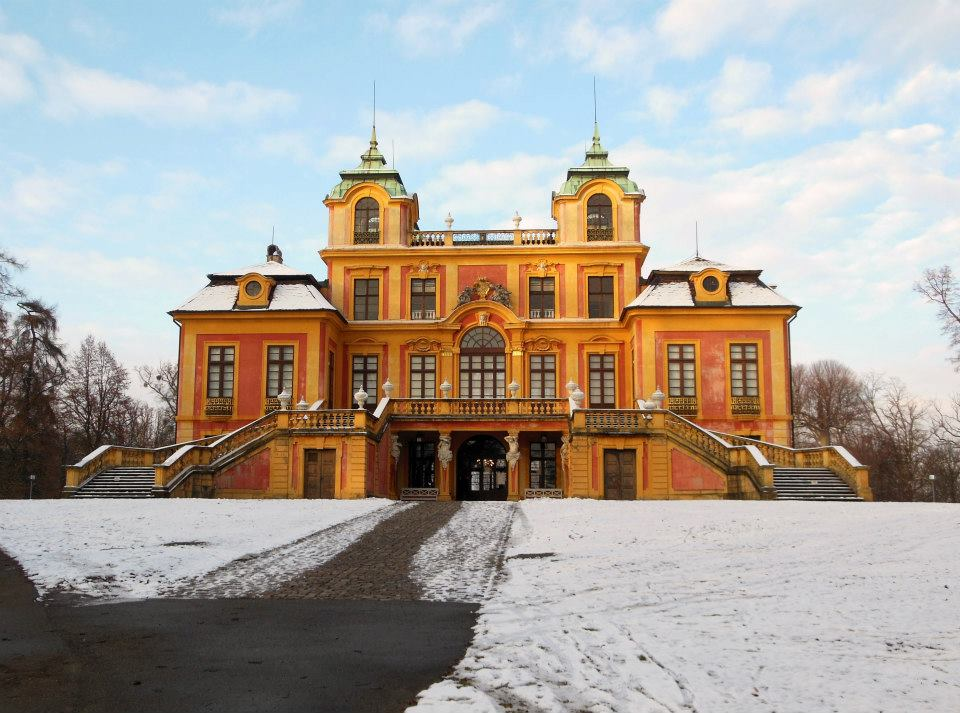
Schloss Favorite en invierno

En 1710, Eberardo Luis había decidido utilizar Ludwigsburg como su residencia principal, pero todavía deseaba un refugio de caza. Inspirándose en el Liechtenstein Museum, un palacio con jardín que había visto en Viena, encargó a Frisoni el diseño de un nuevo palacio rococó sobre una colina al norte de Luisburgo. Frisoni completó en gran medida Favorite ese año pero no pudo completar sus extensos planes para sus terrenos. Sólo se trazaron los caminos que llevaban al palacio principal y al palacio de Monrepos. En 1800, Thouret remodeló el interior para Federico I. Sólo una habitación, en la mitad occidental del edificio, conserva su aspecto barroco original. Cuando Federico fue nombrado príncipe elector en 1803 y luego rey en 1806, eligió ambas ocasiones para celebrar la ocasión en el Schloss Favorite. Favorite cayó en mal estado en el siglo XX, pero fue ampliamente restaurado entre 1972 y 1982.

### Museos

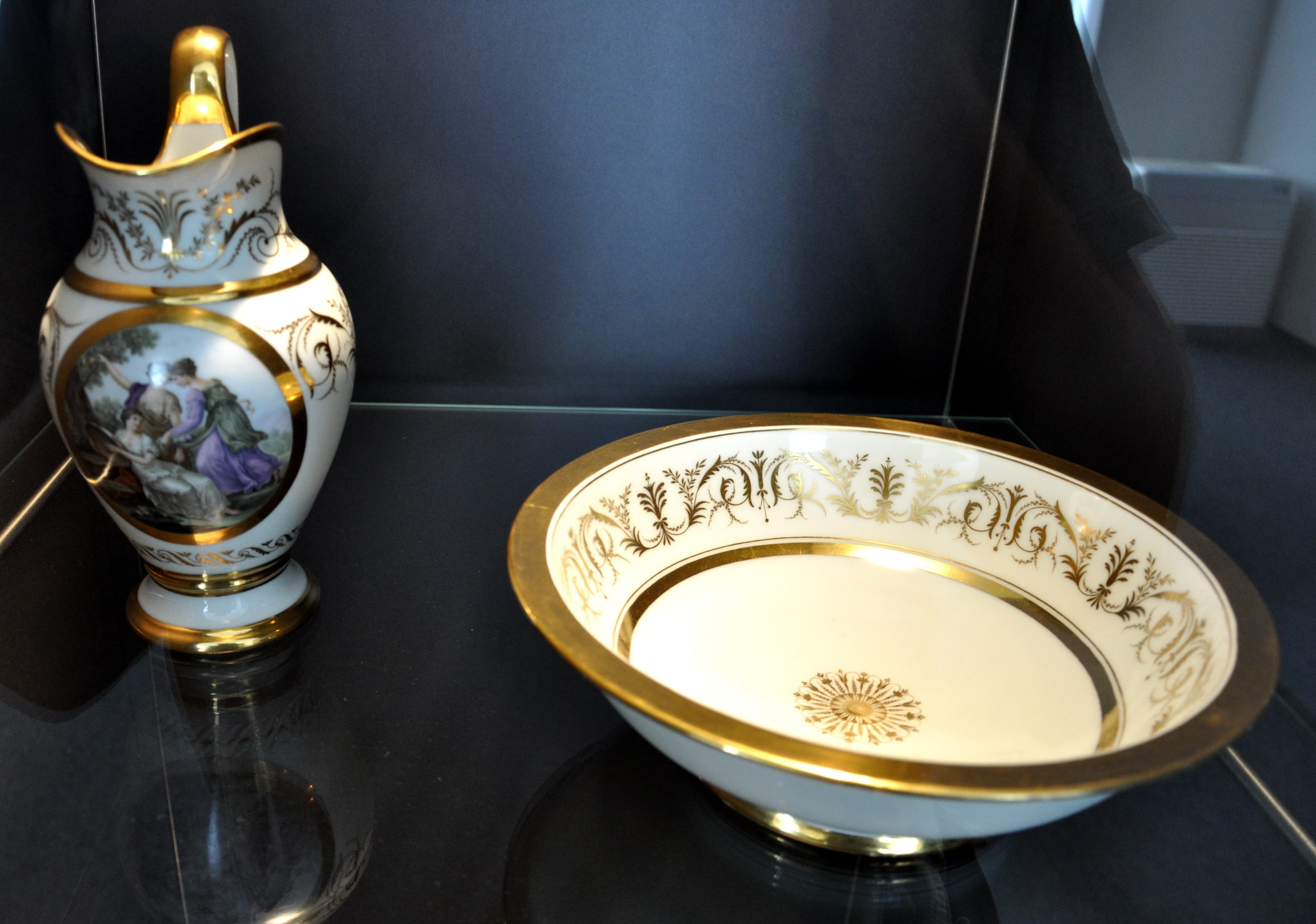
Porcelana de Ludwigsburg expuesta en el Museo de Cerámica

En la primera y tercera planta del Alter Hauptbau se encuentra la Galería Barroca (Barockgalerie), un museo subsidiario de la Staatsgalerie Stuttgart inaugurado en 2004. Muestra 120 pinturas, algunas de las cuales son originales de una compra del duque Carlos Alejandro realizada en 1736 de unas 400 pinturas de Gustav Adolf von Gotter. Ejemplos de pinturas barrocas alemanas e italianas expuestas incluyen el retrato de Charles Alexander de Martin van Meytens, obras de Johann Heinrich Schönfeld, Carl Borromäus, Andreas Ruthart, Johann Heiss y Katharina Treu, así como obras que anteriormente se encontraban en el colección de Cosme III, gran duque de Toscana.
El Landesmuseum Württemberg mantiene dos museos subsidiarios en el Palacio de Ludwigsburg, el Museo de Cerámica y el Museo de la Moda (Keramikmuseum y Modemuseum, respectivamente), ambos inaugurados en 2004. El primero de ellos ocupa todo el tercer piso del Neuer Hauptbau excepto el apartamento del duque Carlos Eugenio, un espacio de 2000 m² que expone más de 4.500 muestras de porcelana, cerámica, fayenza y alfarería, y de su historia, lo que la convierte en una de las colecciones de cerámica más grandes de Europa. Incluye 2.000 piezas de porcelana original de Ludwigsburg y 800 piezas de mayólica, compradas por Carlos Eugenio a comerciantes de Augsburgo y Núremberg. También incluye porcelana de las fábricas de Meissen, Berlín, Sèvres y Viena, y piezas Art Nouveau del siglo XX compradas en seis países desde 1950. El Museo de la Moda, ubicado en Festinbau y West Kavalierbau, muestra alrededor de 700 prendas y accesorios desde la década de 1750 hasta la de 1960, incluidas obras de Charles Frederick Worth, Paul Poiret, Christian Dior e Issey Miyake.
En la planta baja del Neuer Hauptbau hay un lapidarium que alberga estatuas barrocas originales de Andreas Quittainer, Johann Wilhelm Beyer y Pierre François Lejeune. El apartamento de Carlos Eugenio alberga la exposición del gabinete de la princesa Olga, que explora la vida de la princesa Olga y de su familia en Ludwigsburg de 1901 a 1932.
Kinderreich ('Reino de los Niños') es un museo interactivo que educa a niños de cuatro años en adelante sobre la vida en la corte del duque de Württemberg. En el Teatro del Palacio se conservan alrededor de 140 escenografías y accesorios originales de los siglos XVII y XIX que fueron descubiertos durante la restauración del teatro, como las lámparas de aceite utilizadas para la iluminación del escenario. Estos elementos fueron restaurados exhaustivamente a su estado original entre 1987 y 1995, y desde 1995 una de las piezas escénicas originales, un fondo invernal, se utiliza para el Junge Bühne ('escenario joven').